# Parafia Ewangelicko-Augsburska w Szczytnie
Parafia Ewangelicko-Augsburska w Szczytnie – luterańska parafia w Szczytnie należąca do diecezji mazurskiej Kościoła Ewangelicko-Augsburskiego w RP. Jej siedziba mieści się przy ulicy Warszawskiej 1.
Parafia obejmuje swoim zasięgiem część powiatu szczycieńskiego (miasto Szczytno oraz gminy Rozogi, Szczytno, Świętajno i Wielbark oraz wschodni fragment gminy Dźwierzuty w okolicy miejscowości Rańsk), jak również większość obszaru powiatu ostrołęckiego (miasto Ostrołęka oraz gminy Baranowo, Czarnia, Kadzidło, Lelis, Łyse, Myszyniec, Olszewo-Borki, Rzekuń i Troszyn), a ponadto gminy Krasnosielc, Płoniawy-Bramura i Sypniewo z powiatu makowskiego oraz Chorzele i Jednorożec z powiatu przasnyskiego.

## Historia

### Historia parafii do 1945
Pierwszym luterańskim proboszczem dysponującej drewnianym kościołem parafii w Szczytnie został w 1525 ks. Stephanus. Nabożeństwa w szczycieńskim kościele odbywały się wówczas co dwa tygodnie. Parafii podlegały również kościoły filialne w Trelkowie i Dźwierzutach. W kolejnych latach kościół parafialny w Szczytnie ulegał licznym pożarom, co miało miejsce w 1638, 1653, 1669, 1698 i 1714. W czasie trwania każdej z odbudów obiektu nabożeństwa prowadzone były w Wielkiej Sali na zamku w Szczytnie.
W I połowie XVI na skrzyżowaniu współczesnych ulic Polskiej i Warszawskiej wzniesiony został dom „Widem”/„Widmut” z przeznaczeniem na mieszkanie dla proboszcza. Według stanu na 1541 poza domem tym znajdowało się tu również gospodarstwo, składające się ze stodoły, stajni, wozowni, szopy i budynku ogrodowego. Nieruchomości te, podobnie jak kościół, ulegały kolejnym pożarom w 1638, 1653, 1669 i 1698, po których były każdorazowo odbudowywane.
W 1714 po ostatnim pożarze parafia rozpoczęła prowadzenie przygotowań do budowy murowanego kościoła, a prace budowlane zainaugurowano w 1717. Wnoszenie nowego kościoła ewangelicko-augsburskiego w Szczytnie zakończono w 1719.
W XIX wieku w miejscu współczesnego parkingu na skrzyżowaniu ulic Polskiej i Warszawskiej powstał budynek proboszczówki, będący obszernym obiektem wniesionym z białej, otynkowanej cegły z kopertowym dachem, który pokryty został czerwoną dachówką. Główne wejście do proboszczówki zlokalizowane zostało od strony ul. Polskiej.
W 1910 parafia skupiała 9684 wiernych zamieszkałych w miejscowościach: Bartna Strona (2760 wiernych), Czarkowy Grąd (81 wiernych), Dębówko (55 wiernych), Kaspry (5 wiernych), Korpele (107 wiernych), Lemany (255 wiernych), Małdaniec (219 wiernych), Młynisko (24 wiernych), Ochódno (89 wiernych), Piece (57 wiernych), Prusowy Borek (184 wiernych), Rudka (22 wiernych), Reusswalde (61 wiernych), Romany (589 wiernych), Sędańsk (185 wiernych plus 16 wiernych w kolonii Radosna Góra), Siódmak (98 wiernych), Szczytno (4553 wiernych), Wałpusz (39 wiernych) i Zielonka (189 wiernych).
Miejscowy kościół był jednym z nielicznych budynków na terenie miasta, które nie zostały uszkodzone w wyniku ostrzału artyleryjskiego Szczytna w trakcie I wojny światowej, prowadzonego w dniach 29–30 sierpnia 1914. Zniszczeniu uległ wówczas jednak obiekt proboszczówki (30 sierpnia 1914), położony przy ul. Polskiej. W związku z tym w okresie 1915–1922 I proboszcz parafii zamieszkiwał w kamienicy czynszowej przy ul. Wielbarskiej. Własnym budynkiem położonym w sąsiedztwie kościoła dysponował II proboszcz. Od 1919 w kamienicy przy ul. Wielbarskiej zamieszkał również III proboszcz.
Po I wojnie światowej budynek „Widmut” wraz z działką został sprzedany i powstały w nim następnie biura oraz sklepy. Dzięki pozyskanym w ten sposób funduszom w latach 1921–1922 parafia wzniosła kolejny obiekt, znajdujący się na miejscu współcześnie zajętym przez parking położony przed biurowcem Spółdzielni Mieszkaniowej „Odrodzenie”. Przeznaczony on został na siedzibę superintendenta, pełniącego stanowisko I proboszcza oraz urządzono tam również salę lekcyjną.
Po śmierci urzędującego wówczas II proboszcza wzniesiony został kolejny, bliźniaczy w stosunku do dotychczasowego domu II proboszcza budynek parafialny, w którym zamieszkali II i III proboszcz.
Podczas II wojny światowej w 1945 spalona została siedziba superintendentury, w wyniku czego została ona całkowicie zniszczona. Ponadto w związku z uderzeniem bomby w plebanię zamieszkiwaną do tej pory przez II i III proboszcza znacznie uszkodzona została jej lewa część, natomiast mieszkanie zlokalizowane w prawej części obiektu zostało doszczętnie splądrowane, z powodu czego plebania nie nadawała się do zamieszkania.

### Dzieje parafii w strukturach Kościoła Ewangelicko-Augsburskiego w RP
Parafia działająca dotychczas w strukturach Ewangelickiego Kościoła Unii Staropruskiej zakończyła funkcjonowanie. Wierni pozostawali pozbawieni opieki duszpasterskiej. W listopadzie 1945 do miasta przybył ks. Jerzy Sachs z Kościoła Ewangelicko-Augsburskiego w RP. W momencie jego przyjazdu kościół w Szczytnie pozostawał otwarty. Wnętrze obiektu było brudne, ołtarz było ogołocony z wyposażenia, lichtarze połamano, a krzyż przewrócony był na podłogę. Pomiędzy ołtarzem a ławkami dla wiernych umieszczony był stół, zza którego kazania wygłaszał gromadkarz Bogumił Kompa. Ksiądz Sachs po skontaktowaniu się z Kompą poprowadził pierwsze nabożeństwo. W grudniu 1945 w mieszkaniu prywatnym Fryderyka Leyki miało miejsce zebranie konstytucyjne Rady Parafialnej. Ksiądz Jerzy Sachs opuścił następnie miasto na trzy dni w celu przywiezienia do kościoła w Szczytnie nakrycia na ołtarz, książek, materiałów biurowych, wina komunijnego i innego niezbędnego wyposażenia. Początkowo zamieszkał on w Szczytnie w mieszkaniu członkini parafii o nazwisku Romanowska. W nabożeństwach początkowo uczestniczyło kilkunastu wiernych, co spowodowane było panującym zimnem, brakiem odzieży, zniszczeniami domów oraz złymi nastrojami pośród członków wspólnoty. Kościół pozbawiony był organów, które zostały skradzione, nie było również polskojęzycznych śpiewników. Po kilku miesiącach ks. Sachs przeniósł się do domu przy ul. Paderewskiego 27. Proboszcz parafii obsługiwał terytorium prawie całego powiatu szczycieńskiego, dojeżdżając do innych zborów na rowerze, użyczonym mu przez starostę powiatu.
W marcu 1946 starosta szczycieński otrzymał pismo z Wojewódzkiego Wydziału Społeczno-Politycznego, będące skutkiem zapytania złożonego przez Kościół Metodystyczny do Ministerstwa Ziem Odzyskanych w sprawie przyznania temu związkowi wyznaniowemu kościołów wraz z plebaniami zlokalizowanych w Pasymiu, Szczytnie i Szymanach, na co ten wyraził zgodę, jednak do przejęcia kościoła ostatecznie nie doszło.
W listopadzie 1946 decyzją prezesa Konsystorza ks. Jana Szerudy proboszcz parafii w Szczytnie został mianowany także administratorem parafii w Gawrzyjałkach, Lipowcu, Małych Jerutach, Nowej Wsi, Rańsku, Rozogach (razem jej z filiałami w miejscowościach Klon, Pupy i Wielbark), Szymany Duże, Targowo i Trelkowo. Prowadził tam opiekę duszpasterską nad wiernymi, zarząd nad parafią i jej majątkiem oraz wspierał tamtejsze rady parafialne. Objął również następnie administrację nad parafią w Opaleńcu.
Dzięki pożyczce udzielonej przez Konsystorz Kościoła Ewangelicko-Augsburskiego w RP w 1947 dokonano uporządkowania zachowanej prawej części budynku plebanii, co umożliwiło zamieszkanie tam duszpasterza parafii, który w wyniku braku mieszkania wynajmował wtedy oddalony od kościoła lokal przy ul. Konopnickiej. Wzniesiono wówczas także budynek gospodarczy. Działalność w tym okresie prowadził już chór parafialny, którym dyrygował nauczyciel Eugeniusz Stiller. W 1949 parafia liczyła 1022 członków posiadających prawo wyborcze.
Od czasu pojawienia się w Szczytnie przedstawicieli misji Kościoła Szwecji ks. Sachs został objęty inwigilacją prowadzoną przez Urząd Bezpieczeństwa. 21 października 1950 miało miejsce jego aresztowanie, uwięziony został wówczas także członek miejscowej parafii, Kurt Lorenz, a w następnych dniach dołączyli do nich także Emil Leyka, starosta Walter Późny oraz inne osoby. Podczas pobytu proboszcza w areszcie w parafii zastępował go ks. Emil Kowala, następnie od końca lutego 1951 ks. Rudolf Mrowiec, a później ks. Otton Wittenberg z parafii w Pasymiu. 31 maja 1951 po licznych wielogodzinnych nocnych przesłuchaniach ks. Sachs wraz z Kurtem Lorenzem i Emilem Leyką zostali zwolnieni z aresztu.
Po zwolnieniu z aresztu ks. Sachs zrezygnował z pełnienia stanowiska w parafii w Szczytnie i objął urząd proboszcza parafii w Kaliszu. Jego dotychczasowe obowiązki 1 października 1951 przejął senior diecezji ks. Edmund Friszke. Od czasu wyjazdu ks. Sachsa do czasu swojej ordynacji na duchownego w kwietniu 1952 opiekę duszpasterską nad wiernymi na miejscu sprawował magister teologii Paweł Kubiczek. 30 listopada 1951 proboszczem-administratorem parafii w Szczytnie, Lipowcu, Nowej Wsi, Opaleńcu, Rańsku, Szymanach Dużych, Targowie, Trelkowie, Wielbarku i Rozogach został ks. Alfred Jagucki z parafii w Sorkwitach, który przeniósł się do Szczytna 1 marca 1952.
Według stanu na 31 grudnia 1952 do parafii w Szczytnie należało 736 zarejestrowanych i około 70 niezarejestrowanych wiernych. W ciągu roku 1952 miało miejsce 21 chrztów i 9 ślubów, odnotowano 20 zgonów, a 78 osób przystąpiło do Konfirmacji.
W 1952 odbudowana została zniszczona, lewa część plebanii. Uległa ona wówczas powiększeniu i powstała tam kaplica zimowa.
W 1953 miała miejsce odbudowa domu parafialnego.
7 listopada 1954 odbyło się wyborcze zgromadzenie parafialne, podczas którego dokonano wyboru ks. Alfreda Jaguckiego na proboszcza parafii w Szczytnie. W momencie tym parafia liczyła 1368 wiernych, natomiast do 1958 liczba ta spadła do 908 osób.
W 1959 przeprowadzona została odbudowa garażu. Wszystkie budynki parafialne zostały wówczas jednak przejęte przez Prezydium Miejskiej Rady Narodowej w wyniku uznania ich za „poniemieckie majątki kościelne”, a od września 1959 parafia za ich użytkowanie zmuszona była opłacać „tenutę dzierżawną”.
W październiku 1963 ks. Alfred Jagucki opuścił Szczytno w wyniku przyjęcia stanowiska proboszcza parafii w Cieszynie. Administrację nad parafią w Szczytnie objął wówczas proboszcz parafii w Wielbarku, ks. Henryk Ćmok. 19 stycznia 1964 dokonano jego wyboru na proboszcza parafii szczycieńskiej i pełnił on ten urząd do końca 1969. Od 1 stycznia 1970 proboszczem-administratorem został senior diecezji mazurskiej ks. Paweł Kubiczek, który 26 kwietnia 1970 został wybrany kolnym proboszczem.
Zgodnie z ankietą wysłaną do Konsystorza przez proboszcza w maju 1970 parafia w Szczytnie użytkowała kościół i kaplicą zlokalizowaną w Szczytnie, a tutejszy zbór liczył wówczas 400 wiernych. Podlegały jej również kościół i kaplica na plebanii w Wielbarku (210 wiernych), kościół i kaplica w budynku plebanii w Rańsku (180 wiernych), kościół w Księżym Lasku (150 wiernych), kościół w Trelkowie (120 wiernych), kościół w Targowie (80 wiernych), kościół w Szymanach (70 wiernych) oraz kościół w Opaleńcu (60 wiernych). Wszystkie kościoły i kaplice należące do parafii stanowiły własność państwa. Nabożeństwa prowadzone były również w domu prywatnym zlokalizowanym w Rogu. W 1975 do parafii włączone zostały ponadto stacje kaznodziejskie w Gawrzyjałkach, Klonie, Rozogach, Spychowie i Świętajnie. Senior Paweł Kubiczek sprawował wówczas administrację nie tylko nad parafią w Szczytnie oraz jej wszystkimi filiałami, ale również nad innymi parafiami w diecezji mazurskiej.
Na przełomie lat 70. i 80. XX wieku z inicjatywy ks. seniora Pawła Kubiczka przez parafię wzniesiony został kolejny budynek, na którego parterze powstały trzy garaże, natomiast piętro zostało przeznaczone na trzy pokoje gościnne oraz kuchnię. W 1983 do parafii w Szczytnie należało około 400 wiernych.
1 maja 1991 nowym proboszczem parafii w Szczytnie został wybrany ks. Alfred Tschirschnitz. Parafia skupiała wówczas 270 wiernych. Ksiądz zmarł 18 lipca 2011, a parafia przeszła pod administrację ks. Witolda Twardzika z parafii Pasymiu, do wsparcia go na miejscu skierowano magistra teologii Pawło Szwarca. W 2012 parafia w Szczytnie liczyła około 200 wiernych.
Od kwietnia 2012 do sierpnia 2013 stanowisko proboszcza w Szczytnie pełnił ks. Szymon Czembor, natomiast w okresie od września 2013 do listopada 2018 parafią administrował ks. Alfred Borski, po którym od 18 sierpnia 2019 objął ją dotychczasowy szczycieński wikariusz, ks. Adrian Lazar. 20 czerwca 2021 ks. Adrian Lazar został wybrany proboszczem parafii, a 18 sierpnia 2021 miała miejsce uroczystość instalacji go na tym stanowisku.

## Filiały

### Rańsk

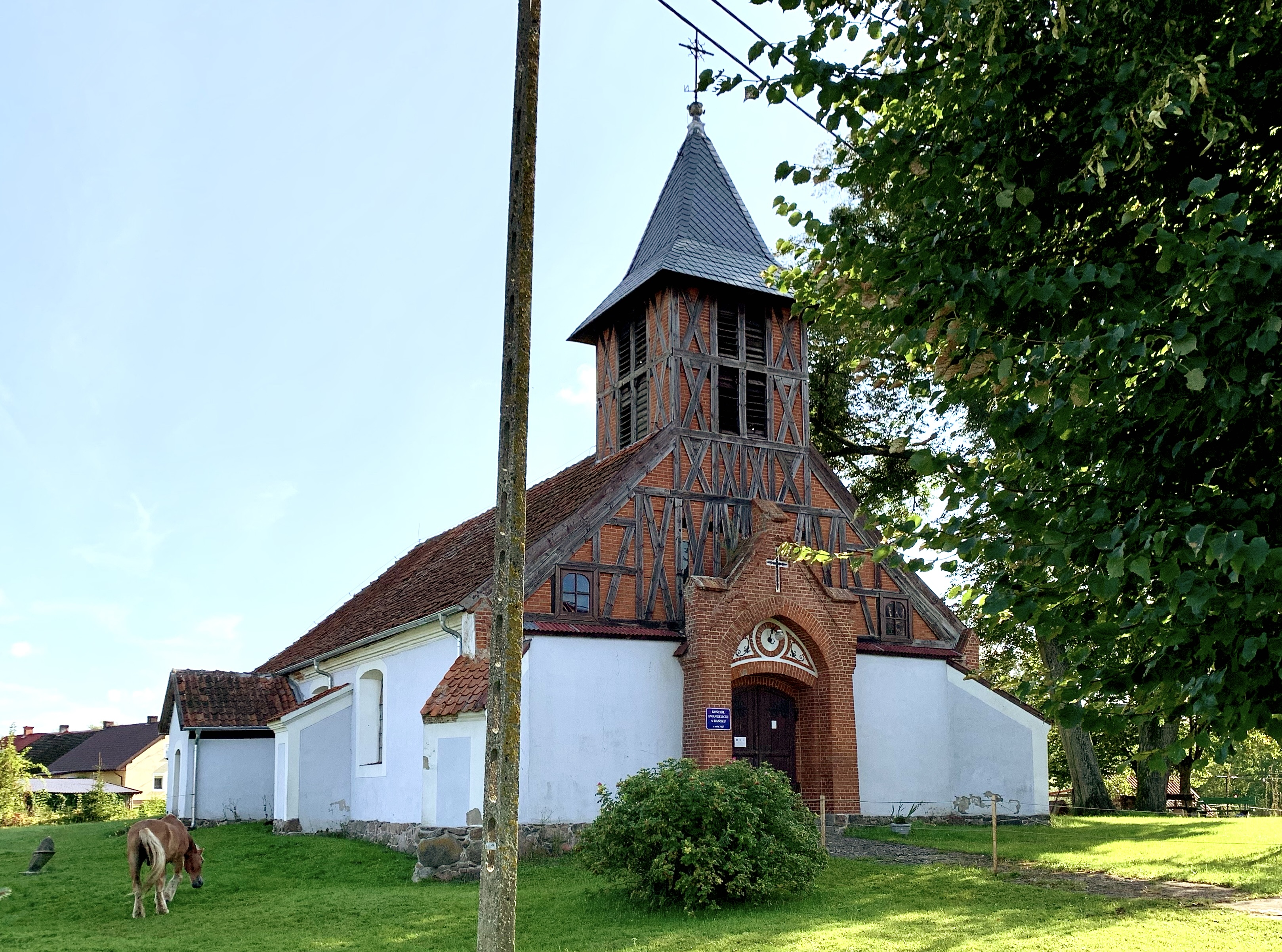
Kościół ewangelicki w Rańsku

Pierwszy kościół w Rańsku powstał w okresie średniowiecza. Samodzielna parafia została tu ustanowiona w czasie panowania krzyżackiego. Współcześnie istniejący kościół został wybudowany w latach 1815–1827, a w jego konstrukcji wykorzystane zostały elementy pochodzące z poprzedniego obiektu. Posiada otynkowany korpus, który został zwieńczony barokowym gzymsem, a po bokach budynku zastosowane zostały gotyckie skarpy. W jego zachodniej elewacji została umieszczona szachulcowa wieża. W późniejszym okresie dobudowany został również neogotycki portal wykonany z czerwonej cegły. Wewnątrz budynku wstawiony został pochodzący z połowy XIX wieku ołtarz ambonowy, który zastąpił wcześniejszy z XVI wieku, przeniesiony do Muzeum Mazurskiego w Szczytnie. W kościele zawieszono ponadto tablice ku pamięci mieszkańców miejscowości poległych podczas wojen napoleońskich oraz I wojny światowej. Znajdujące się tu organy zostały wykonane przez Maxa Terletzkiego z Królewca.
W okresie 1906–1929 stanowisko proboszcza pełnił tu ks. Richard Schwarz. Według statystyki z 1929 parafia w Rańsku liczyła 5400 wiernych. Nowym proboszczem został wówczas ks. Rudolf Mantze, sprawujący ten urząd do 1935. W 1936 objął go pracujący to do 1943 ks. Erwin Grzybowski, a następnie w 1944 kolejnym proboszczem został ks. Heinz Sassenscheidt. Do parafii należały miejscowości Alt-Kallenczyn, Babięty, Ingelheim, Jeleniowo, Johnau, Julkowo, Kałęczyn, Łąck Mały, Miętkie, Orżyny, Rów i Zalesie, jak również folwarki Annowo (Annaberg), Antonowo (Antonshof), Rogowo (Hermannshof) oraz majątki dworskie Grądy, Grodziska, Przytuły i Rogale, a także osady leśne Zimna Woda i Zimny Zdrój (Sysdroyheide).
Od zakończenia wojny do 1951 administrację nad parafią pełnił ks. Jerzy Sachs ze Szczytna. Według stanu na 10 marca 1946 budynek parafialny pozostawał zajęty przez kościół rzymskokatolicki na jego kaplicę, natomiast plebania użytkowana była przez Milicję Obywatelską. W piśmie do Starostwa Powiatowego z 21 marca 1946 ks. Jerzy Sachs informował, że przejęcie budynku parafialnego odbyło się bez wcześniejszego poinformowania go o tym fakcie, a ponadto wzywał do przywrócenia możliwości użytkowania przez niego obiektu plebanii.
W 1948 do parafii w Rańsku należało 980 wiernych, natomiast w 1951 było to 604 członków zarejestrowanych oraz 30 niezarejestrowanych. W ciągu roku 1951 miało miejsce 19 chrztów i 6 ślubów, a 76 osób przystąpiło do konfirmacji.
Parafia dysponowała kościołem oraz cmentarzami, natomiast budynek parafialny, plebania oraz 60,76 ha należącej do niej wcześniej ziemi były zajęte przez inne podmioty. Według stanu z lat 1952–1953 plebania posiadająca pięć pokoi na parterze oraz dwa pomieszczenia na piętrze pozostała użytkowana przez urządzony tam posterunek Milicji Obywatelskiej. Zabudowania gospodarcze, na które składały się dwie duże, murowane obory pozostawały zajęte przez Państwowe Gospodarstwo Rolne w Rańsku i Państwowy Ośrodek Maszynowy. Należąca wcześniej do parafii stodoła uległa spaleniu. Zlokalizowany na przeciwko plebanii murowany dawny dom parafialny był zniszczony na skutek zabrania jego ram okiennych przez Gminną Spółdzielnię „Samopomoc Chłopska”, a znajdujący się w nim wcześniej piec został wyniesiony przez sołtysa wsi na jego użytek prywatny. W wyniku braku okien otwory zostały osiatkowane, a we wnętrzu budynku w największej sali o powierzchni 40 m² przez PGR prowadzona była hodowla drobiu. Składowanie wcześniej we wnętrzu domu parafialnego ziemniaków doprowadziło do przegnicia podłóg.
Decyzją Naczelnej Rady Kościoła Ewangelicko-Augsburskiego od maja 1952 pełniącym obowiązki administratora parafii w Rańsku został diakon Henryk Wilhelm Jarzombski, natomiast od 10 listopada 1952 zastąpił go na tym stanowisku diakon Emil Jeske. Zamieszkiwał on w Rybnie z uwagi na dalsze zajmowanie plebanii w Rańsku przez posterunek milicji. We wrześniu 1953 diakonowi Jeske przez diecezję został darowany rower, którym dojeżdżał on do Rańska.
W 1955 czynne prawo wyborcze posiadało 490 członków parafii w Rańsku. Ksiądz Emil Jeske sprawował tu opiekę duszpasterską do czerwca 1958, a następnie przejął ją ks. Henryk Ćmok z parafii w Wielbarku (z przerwą w okresie od początku stycznia do połowy maja 1959, kiedy dojeżdżał tu ks. Tomasz Bruell). Parafia w Rańsku ostatecznie odzyskała możliwość użytkowania plebanii, jednak na początku lipca zostało jej odebrane prawo własności tej nieruchomości, w związku z czym musiała zacząć ponosić opłaty czynszowe za wykorzystywanie pomieszczeń w obiekcie.
We wrześniu 1960 w Rańsku zamieszkał ks. Otton Jaworski, sprawujący stanowisko wikariusza senioralnego, przebywający tu do lipca 1964. Od 1 sierpnia 1964 tymczasową administrację nad parafia w Rańsku na okres kilku miesięcy objął ks. Jan Krzywoń, a następnie przekazał ją ks. Henrykowi Ćmokowi z parafii w Szczytnie.
W 1967 dotychczasowa parafia w Rańsku została zdegradowana do roli stacji kaznodziejskiej podległej parafii w Szczytnie. Zbór w okresie 1970–1991 był obsługiwany przez dojeżdżającego tu ks. seniora Pawła Kubiczka i liczył wówczas 96 wiernych. Następnie opiekę nad filiałem objął po nim kolejny proboszcz ze Szczytna, ks. Alfred Tschirschnitz. Po jego śmierci w 2011 przez okres kilku miesięcy czynności duszpasterskie w Rańsku sprawował magister teologii Pawło Szwarc, a tymczasową administrację nad zborem objął ks. Witold Twardzik z parafii w Pasymiu. Od kwietnia 2012 opiekę nad zborem prowadzą kolejni proboszczowie szczycieńscy.

### Filiały historyczne

#### Gawrzyjałki

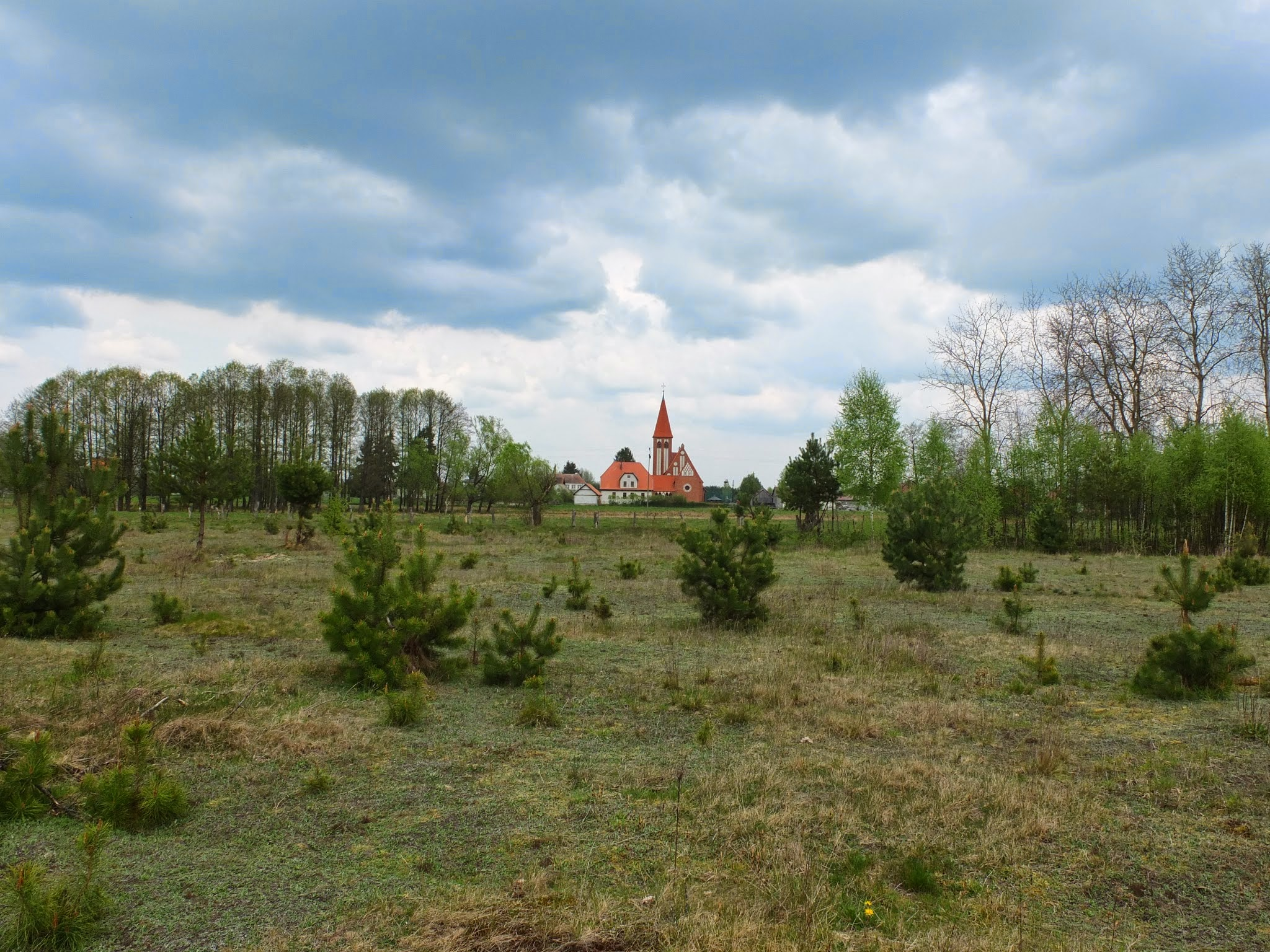
Dawny kościół ewangelicki w Gawrzyjałkach

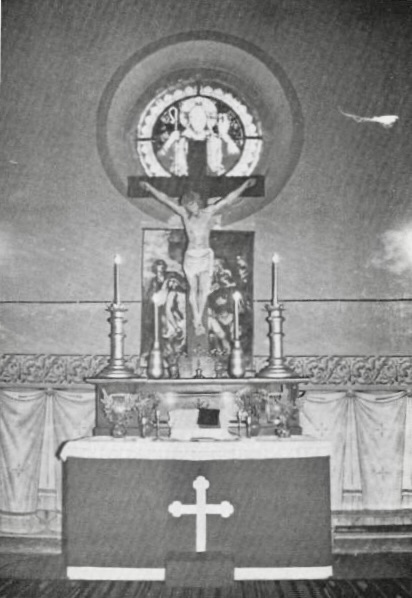
Ołtarz kościoła ewangelickiego w Gawrzyjałkach w 1974

Gawrzyjałki należały początkowo do parafii ewangelickiej w Jerutkach. W 1788 zostały włączone do parafii w Księżym Lasku.
W 1895 w Gawrzyjałkach powstała samodzielna parafia. Jej częścią stały się miejscowości Biały Grunt, Gawrzyjałki, Jerominy, Konrady, Niedźwiedzie, Nowy Suchoros, Stary Suchoros, Wawrochy, Zielone oraz kolonia Jerut i leśnictwo Gawrzyjałki. Pierwszym proboszczem został ks. Montza, a po nim stanowisko to objął ks. Metschies. Z powodu braku własnego kościoła nabożeństwa prowadzone były naprzemiennie w budynkach szkół w Gawrzyjałkach i Białym Gruncie.
W maju 1907 przystąpiono do budowy kościoła w Gawrzyjałkach. Kamień węgielny został położony w maju 1907, a ukończony obiekt został poświęcony 8 października 1908 i tego dnia miała również miejsce konfirmacja młodzieży z rocznika 1894. Kościół stanowi on neogotycki, nieorientowany budynek, w którego nawie zastosowano pozorne sklepienie kolebkowe, nad emporą boczną powstał strop płaski, natomiast w prezbiterium – sklepienie pozorne krzyżowe. W jego północnej ścianie powstała empora organowa, a w ścianie północnej znajdowała się empora boczna. Prezbiterium zostało oddzielone od nawy za pomocą schodów. W kościele znajdował się prosty stół ołtarzowy, a po lewej stronie umieszczona była ambona. Nad ołtarzem znajdowała się rozeta, w której mieściło się malowidło przedstawiające Chrystusa Zmartwychwstałego i stanowiła ona jedyny element ozdobny wnętrza obiektu. Na wieży zostały zawieszone dwa dzwony spiżowe. Obok absydy urządzone zostało pomieszczenie z przeznaczeniem na prowadzenie w nim godzin biblijnych oraz nauki konfirmacyjnej, które sprawowało również funkcję zakrystii.
W trakcie I wojny światowej pierwotne spiżowe dzwony zostały zajęte na cele wojenne i przetopione. Zastąpione zostały następnie przez dzwony stalowe. W latach 20. XX wieku miejscowa parafia skupiała 1672 wiernych.
Po zakończeniu II wojny światowej parafia w Gawrzyjałkach do września 1951 pozostawała obsługiwana przez ks. Jerzego Sachsa z parafii w Szczytnie. Należało do niej wówczas około 350 wiernych. Następnie opieką duszpasterską nad wiernymi parafii zajął się ks. Alfred Jagucki ze Szczytna oraz magister teologii Paweł Kubiczek, który po swojej ordynacji na duchownego zamieszkał w Świętajnie. W połowie moja 1954 administracja nad parafią przeszła na ręce ks. Tadeusza Boguckiego ze Świętajna, który został wówczas przeniesiony tam z Ostródy. Sprawował on opiekę duszpasterską nad parafią do grudnia 1958, kiedy objął on stanowisko w parafii w Białej, a jego następcą w Świętajnie został ks. Rudolf Turoń, pracujący tu do czerwca 1962. Podczas jego kadencji budynek plebanii w Gawrzyjałkach wraz z sąsiednimi zabudowaniami gospodarczymi został wynajęty osobie prywatnej. W 1962 do parafii w Gawrzyjałkach należało 320 wiernych.
Następnie do sierpnia 1965 administrację nad zborem pełnił ks. Jan Krzywoń, a po nim objął ją ks. Henryk Szreder z parafii w Rozogach. W 1968 parafia w Gawrzyjałkach została przekształcona w stację kaznodziejską podległą parafii w Rozogach, liczącą na koniec 1974 około 100 wiernych.
W 1975 stacja kaznodziejska w Gawrzyjałkach została przyłączona do parafii w Szczytnie. Według statystyki na 31 grudnia 1976 w Gawrzyjałkach było już jedynie 36 wiernych. Równocześnie miejscowa społeczność rzymskokatolicka rozpoczęła starania o możliwość użytkowania kościoła ewangelickiego.
23 września 1979 miało miejsce nabożeństwo poprowadzone w zastępstwie opiekującego się zborem w Gawrzyjałkach ks. Pawła Kubiczka przez ks. Alfreda Tschirschnitza, jeszcze przed którym ks. Tschirschnitz pozyskał informację od członków zboru ewangelickiego, że ksiądz rzymskokatolicki ma zamiar tego dnia prosić o możliwość udostępnienia kościoła jego wyznaniu. W nabożeństwie udział wzięło 10 ewangelików oraz około 200 katolików, a po jego zakończeniu ksiądz katolicki zwrócił się do ks. Tschirschnitza z prośbą o zezwolenie na prowadzenie w kościele ewangelickim katolickich mszy.
21 kwietnia 1980 członkowie społeczności rzymskokatolickiej dokonali wtargnięcia do kościoła ewangelickiego w Gawrzyjałkach. Wcześniej przeprowadzili oni nieudaną próbę wymuszenia na ewangelickim kościelnym wydania im kluczy do budynku. Dokonali więc wyłamania drzwi wejściowych do kościoła, po czym zamontowali nowy zamek, uniemożliwiając w ten sposób ewangelikom dostęp do ich kościoła. Senior diecezji i proboszcz parafii w Szczytnie, której podlegała stacja kaznodziejska w Gawrzyjałkach, skierował protest do rzymskokatolickiej Kurii Biskupiej w związku z włamaniem do kościoła, zawierający żądanie przerwania przez biskupa katolickiego bezprawnego postępowania jego wiernych. 24 kwietnia 1980 wystosowana została do niego odpowiedź rzymskokatolickiego biskupa Juliana Wojtkowskiego zawierająca odmowę interwencji w tej sprawie i argumentująca to stwierdzeniem, że „biskup warmiński nie jest stróżem własności Kościoła Ewangelickiego, a tym bardziej nie jest organem porządkowym” oraz podająca w wątpliwość udział katolików w zaborze kościoła.
W okresie zajęcia kościoła w Gawrzyjałkach przez katolików prowadzone były rozmowy toczące się między Konsystorzem Kościoła Ewangelicko-Augsburskiego w PRL i Kurią Biskupią Diecezji Warmińskiej w sprawie sprzedaży kościołów ewangelickich wraz z plebaniami, co dotyczyć miało również Gawrzyjałek. W grudniu 1981 doszło do podpisania aktu notarialnego finalizującego sprzedaż kościoła ewangelickiego w Gawrzyjałkach oraz miejscowej plebanii kościołowi rzymskokatolickiemu.

#### Klon

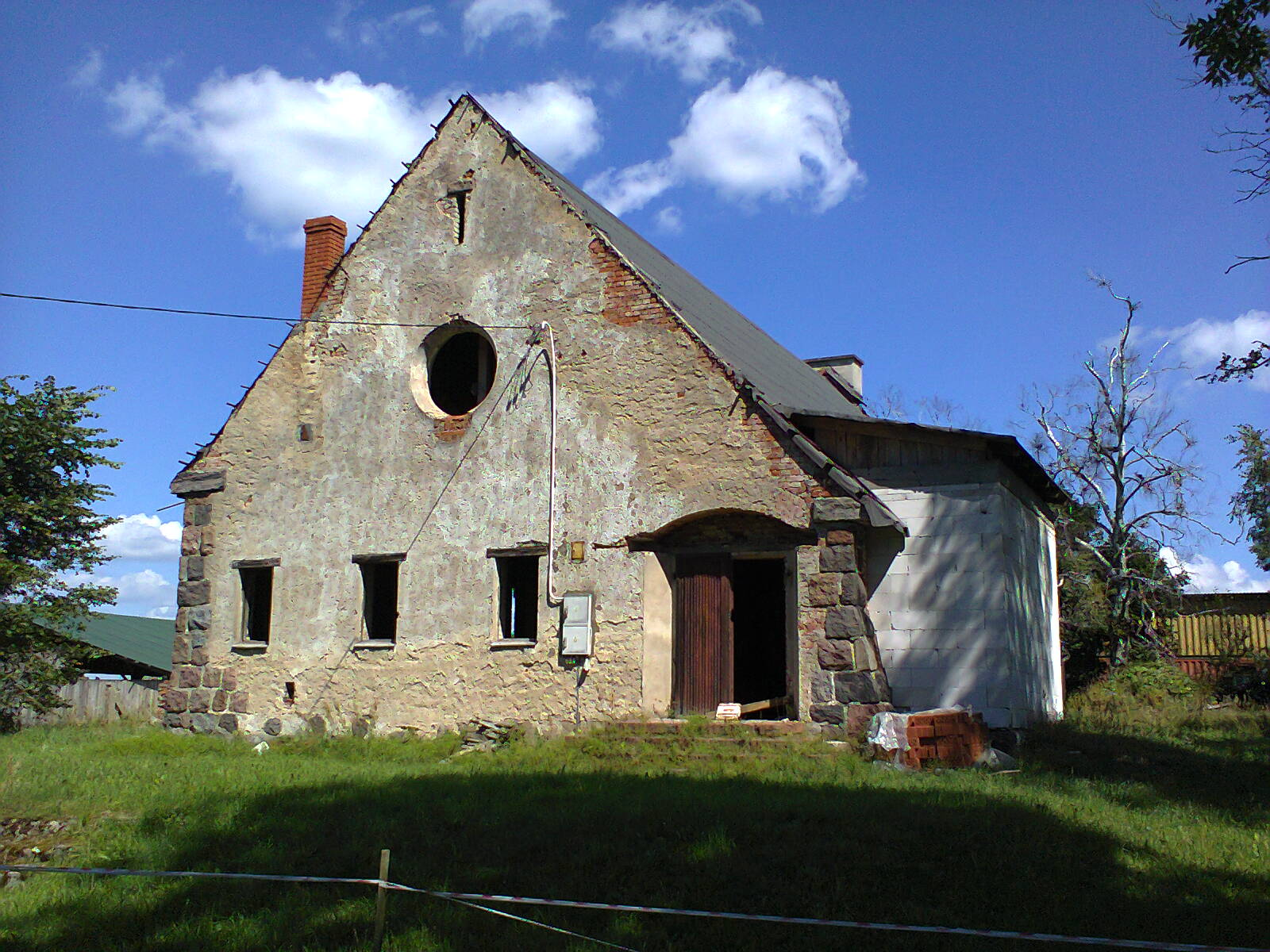
Kościół ewangelicki w Klonie w 2017

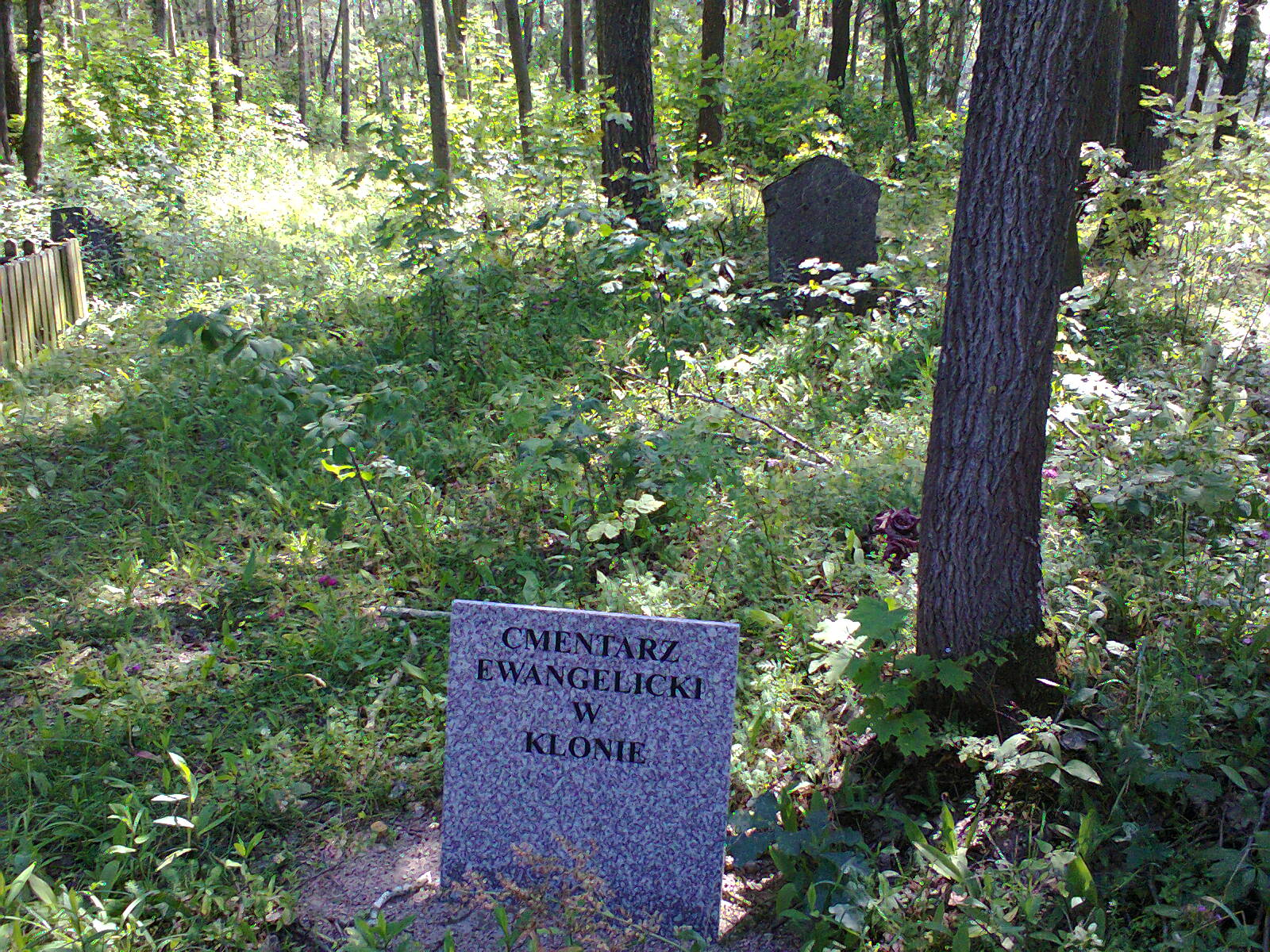
Cmentarz ewangelicki w Klonie w 2017

Do 7 lutego 1937 nabożeństwa ewangelickie w Klonie prowadzone były przez księdza z parafii w Rozogach w budynku miejscowej dwuklasowej szkoły. Nauka konfirmacyjna dla młodzieży z Klonu odbywała się w Rozogach. We wsi opieką nad chorymi zajmowała się pielęgniarka Hanna Losch, prowadząca także godziny biblijne oraz szkółkę niedzielną. Działał tu ponadto chór kościelny oraz orkiestra dęta złożona z puzonistów pod dyrygenturą diakona z Rozóg.
W wyniku dużego zaangażowania miejscowych ewangelików zdecydowano o usamodzielnieniu się zboru. W tym celu w latach 1935–1937 wybudowany został tu kościół ewangelicki. Został wzniesiony z kamienia i cegły oraz pokryty dwuspadowym dachem i otynkowany. Posiadał drewnianą wieżę, która w około połowie była wbudowana do bryły kościoła od południowego wschodu. Główne wejście zlokalizowane zostało w stronie wschodniej obiektu. Jego poświęcenie miało miejsce 7 lutego 1937.
W ciągu swojego funkcjonowania miejscowa parafia ewangelicka posiadała jednego proboszcza, którym był skierowany tu w kwietniu 1937 przez superintendenta Sterna ks. Kühnapfel.
Do wybuchu II wojny światowej ludność wyznania ewangelickiego stanowiła około 50% mieszkańców Klonu. Po rozpoczęciu wojny proboszcz Kühnapfel został wcielony do Wehrmachtu, sprawując stanowisko kapelana wojskowego. Poniósł on śmierć w bitwie stalingradzkiej. Od czasu wyjazdu duchownego parafia pozbawiona była własnego duszpasterza, a obsługą miejscowych wiernych zajmowali się księża dojeżdżający tu z innych zborów, w tym z parafii z Rozogach.
W 1946 opiekę duszpasterską nad pozostałymi w miejscowości ewangelikami objął proboszcz parafii w Szczytnie, ks. Jerzy Sachs. Od 1952 administrację nad zborem objął ks. Henryk Szreder z parafii w Rozogach. W 1954 zbór w Klonie liczył 171 zarejestrowanych wiernych. W 1961 został przekształcony w stację kaznodziejską podległą parafii w Rozogach, licząc w tym momencie 134 wiernych. W 1962 było tu 86 członków uprawnionych do głosowania. Ksiądz Szreder pełnił opiekę duszpasterską nad wiernymi w Klonie do 1975.
W 1975 stacja kaznodziejska w Klonie została przyłączona do parafii w Szczytnie.
W okresie 1974–1977 z miejscowości wyjechało 40 rodzin Mazurów, na które składało się 180 osób. Na miejscu pozostała jedna rodzina, w związku z czym kościół ewangelicki przestał być użytkowany. Jeszcze w 1976 senior diecezji ks. Paweł Kubiczek skierował pismo do Wydziału do Spraw Wyznań w Ostródzie sugerując wykupienie kościoła przez władze państwowe bądź jego wydzierżawienie przez Wydział Kultury lub konserwatora zabytków w celu powołania w nim muzeum.
Stacja kaznodziejska w Klonie została zlikwidowana w połowie 1976, a ostatnie nabożeństwo w miejscowym kościele miało miejsce w 1978. W latach 80. XX wieku kościół ewangelicki w Klonie został wynajęty osobie prywatnej, która doprowadziła do dewastacji obiektu.
W 1982 senior Paweł Kubiczek z polecenia Konsystorza Kościoła Ewangelicko-Augsburskiego w PRL skierował pismo do dziekana rzymskokatolickiej parafii Wniebowzięcia Najświętszej Maryi Panny w Szczytnie w którym pytał go o chęć zakupu lub wynajęcia kościoła w Klonie przez kościół rzymskokatolicki, do czego jednak nie doszło. Około 1990 wystosowany został wniosek kościoła rzymskokatolickiego o bezpłatne przekazanie na jego rzecz tego obiektu, jednak nie został on uwzględniony.
W 2004 budynek kościoła został zabezpieczony przez Stowarzyszenie Na Rzecz Rozwoju Wsi Klon i poddany remontowi, po którym w części stanowiącej dawniej zakrystię urządzona została świetlica wiejska. Kościół został ostatecznie wykupiony od parafii przez Stowarzyszenie Na Rzecz Rozwoju Wsi Klon w 2006 za symboliczną kwotę.
18 grudnia 2012 kościół ewangelicki w Klonie został zniszczony w wyniku pożaru. Podjęta została następnie decyzja o jego odbudowie. Z zachowanego z pożaru wyposażenia kościoła pochodzi znaleziony na pogorzelisku krzyż, posiadający ślady pięciu sowieckich kul. Został on przeniesiony do kościoła rzymskokatolickiego w Klonie.

#### Księży Lasek

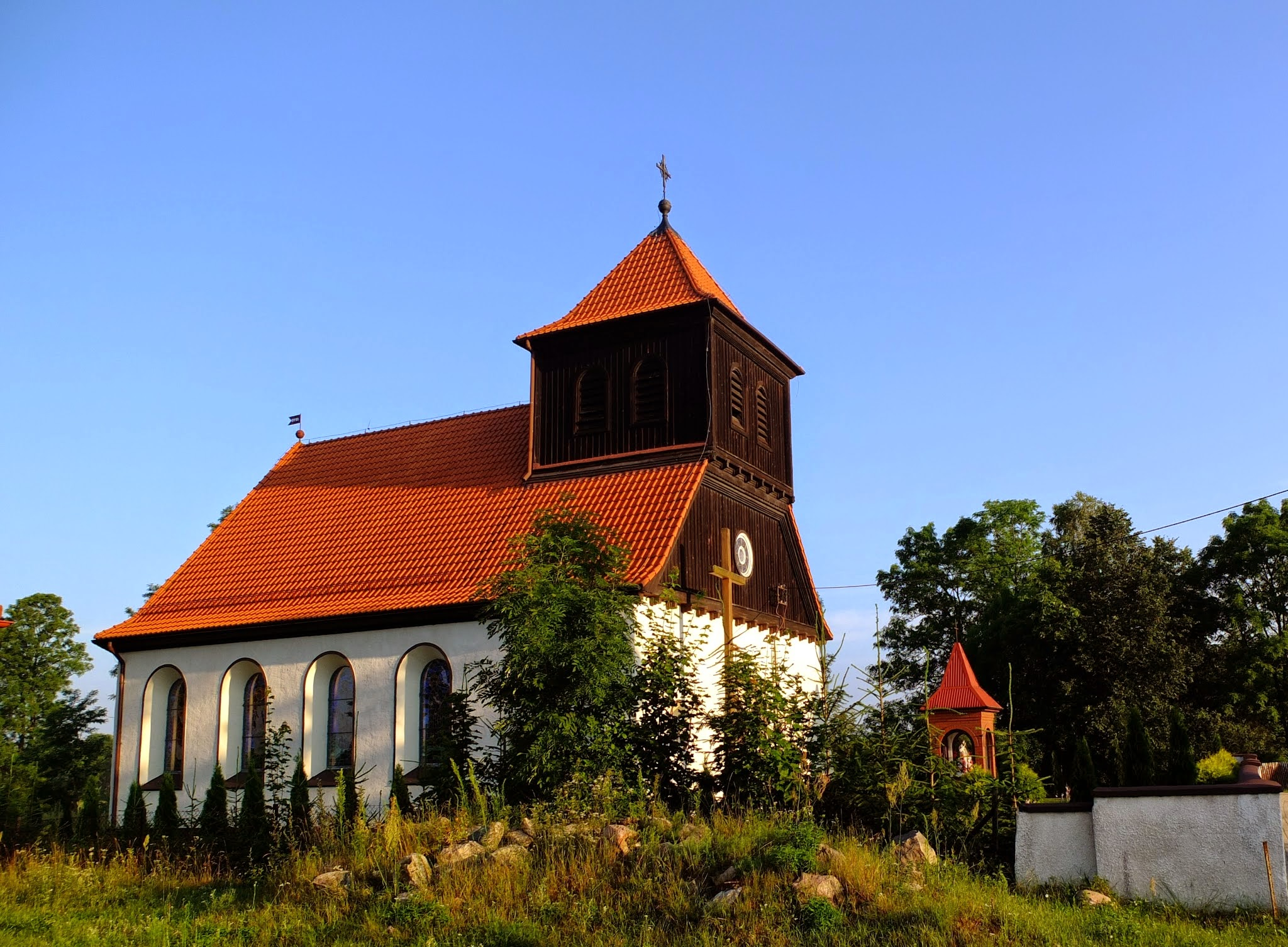
Dawny kościół ewangelicki w Księżym Lasku

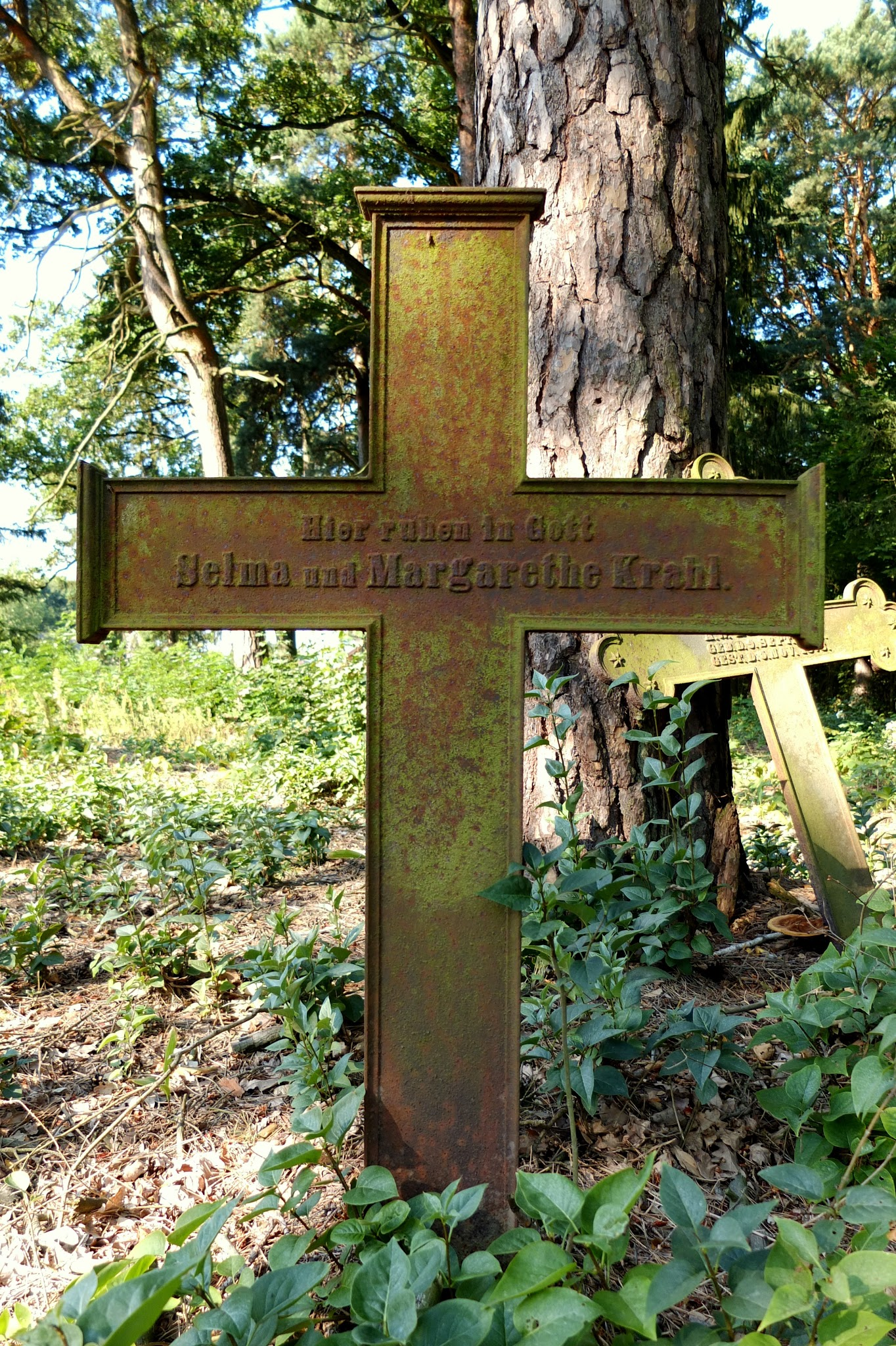
Cmentarz ewangelicki w Księżym Lasku

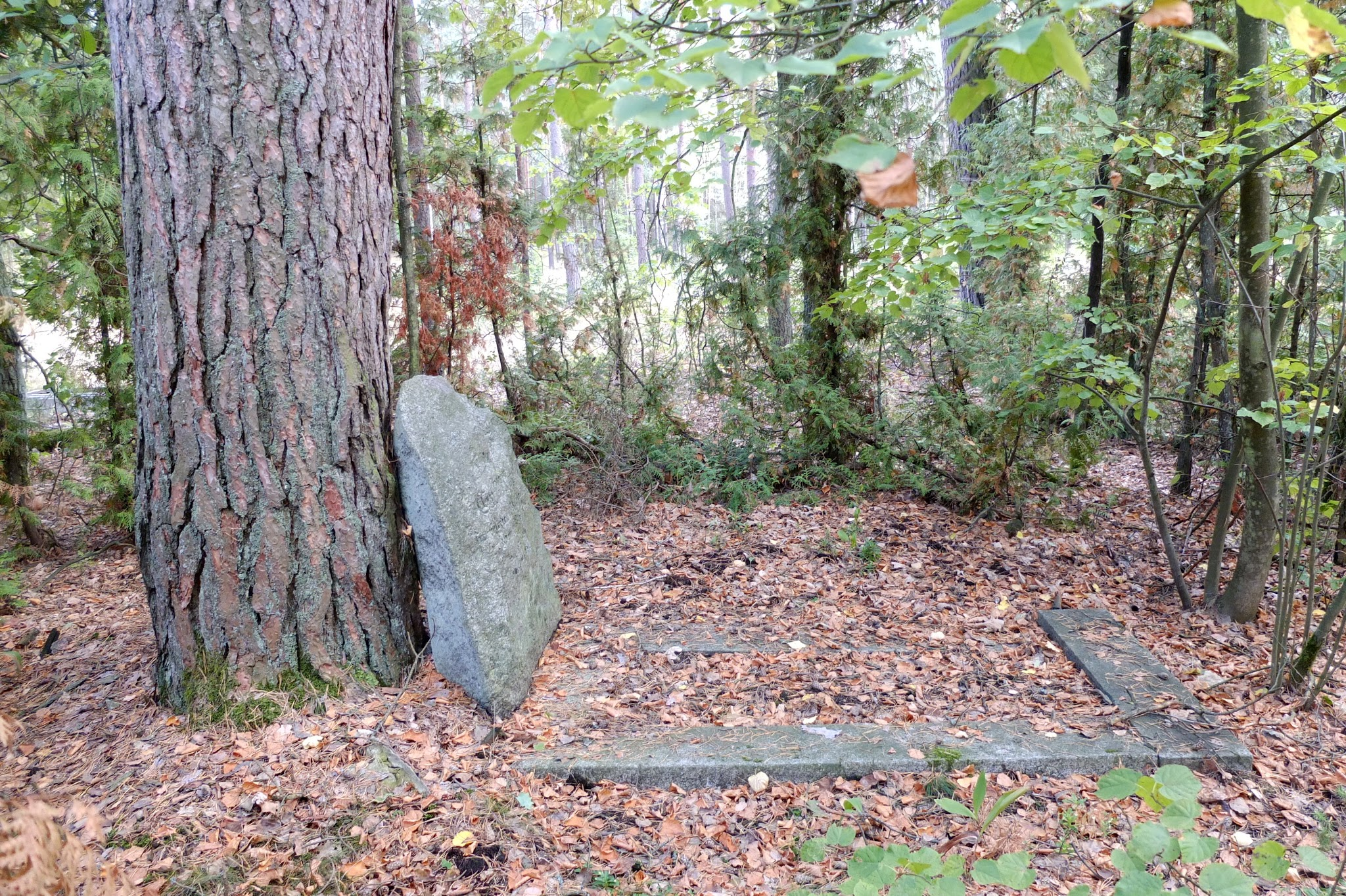
Kwatera wojenna na cmentarzu ewangelickim w Księżym Lasku

Księży Lasek wchodził w skład parafii ewangelickiej w Jerutkach. Samodzielna parafia w Księżym Lasku powstała w 1816. Równocześnie wzniesiony został miejscowy kościół ewangelicki, którego plan powstania i prace przygotowawcze zainaugurowano jeszcze w 1811. Drewniany kościół oraz budynek plebanii zostały oddane do użytku 11 lutego 1816. W latach 20. XX wieku do parafii należało 1850 wiernych.
W latach 1928–1931 na miejscu dotychczasowego kościoła w Księżym Lasku wzniesiony został nowy, murowany, którego poświęcenia dokonano 31 maja 1931. Drewno użyte do jego budowy pozyskano z rozbiórki poprzedniego obiektu, wstawiono tam również pochodzące z niego wyposażenie. Nowy kościół został wyposażony w barokowy ołtarz przeniesiony tu z kościoła w Rozogach, gdzie został zastąpiony nowym. Z uwagi na zbyt duży rozmiar ołtarza z Rozóg został on skrócony, a ambona została umieszczona z boku, zachodząc ponad stół ołtarzowy. Kościół pozbawiony był ogrzewania, jednak nabożeństwa były w nim prowadzone bez względu na panującą temperaturę.
Po 1945 administrację nad parafią objął ks. Jerzy Sachs z parafii w Szczytnie, natomiast później przejął ją ks. Alfred Jagucki. W 1947 parafia w Księżym Lasku liczyła 460 wiernych, natomiast do końca 1951 liczba ta spadła do 410 osób zarejestrowanych oraz 30 niezarejestrowanych. Od września 1951 administratorem parafii został ponownie ks. Jerzy Sachs, a jego następcą na tym stanowisku został później ks. Paweł Kubiczek ze Świętajna.
Dzwon umieszczony pierwotnie w wieży kościoła ewangelickiego w Księżym Lasku został zabrany do wieży kościoła rzymskokatolickiego w Czarni. W maju 1951 ks. Paweł Kubiczek zwrócił się z prośbą do tamtejszej parafii o zwrot stanowiącego własność parafii ewangelickiej dzwonu, wyznaczając termin oddania go na 15 czerwca 1951.
W połowie maja 1954 administrację nad parafią w Księżym Lasku objął ks. Tadeusz Bogucki, sprawując ją do końca 1958. Jeszcze w 1957 opiekę duszpasterską nad tutejszymi wiernymi zaczął pełnić ks. Henryk Ćmok z parafii w Wielbarku.
Według stanu na maj 1960 parafia ewangelicka w Księżym Lasku dysponowała kościołem, w którym prowadzone były nabożeństwa, natomiast w jego zakrystii odbywały się godziny biblijne, nauka konfirmacyjna oraz lekcje religii. W wyniku spalenia się budynku plebanii podczas II wojny światowej, na jej miejscu pozostały jedynie mury dawnego obiektu, nadające się do przeprowadzenia odbudowy gmachu, na którą jednak parafia nie miała środków finansowych. Do parafii należał ponadto pozostający w złym stanie budynek stanowiący przed wojną dom kościelnego, a w tym czasie będący zamieszkiwany przez rodzinę należącą do zboru. Przylegały do niego obiekty gospodarcze. Plebania oraz dawny dom kościelnego jeszcze w 1959 zostały przejęte na własność Prezydium Gromadzkiej Rady Narodowej w Lipowcu.
Od lipca 1960 ks. Henryk Ćmok objął stanowisko proboszcza-administratora w Księżym Lasku. W 1960 do parafii należało 160 osób posiadających czynne prawo wyborcze.
W 1964 ks. Ćmok został proboszczem parafii w Szczytnie, wobec czego administracja nad Księżym Laskiem przeszła do parafii szczycieńskiej. W 1968 parafia w Księżym Lasku została przekształcona w podległą parafii w Szczytnie stację kaznodziejską. Liczyła wówczas 158 wiernych. W 1970 czynności duszpasterskie w Księżym Lasku przejął senior diecezji mazurskiej ks. Paweł Kubiczek.
W 1980 stacja kaznodziejska w Księżym Lasku skupiała jedynie 15 wiernych. W styczniu 1981 miejscowy kościół rozpoczęli użytkować członkowie kościoła rzymskokatolickiego. W 1983 pomiędzy Konsystorzem Kościoła Ewangelicko-Augsburskiego w PRL a katolicką parafią Niepokalanego Poczęcia Najświętszej Maryi Panny w Lesinach Wielkich podpisana została umowa wynajmu kościoła ewangelickiego w Księżym Lasku przez parafię katolicką na okres 10 lat. Następnie 5 sierpnia 1994 kościół ten został sprzedany katolikom, a płatność udzielna była przez nich w ratach wynoszących równowartość 1000 dolarów amerykańskich każda przez okres 25 lat.

#### Opaleniec

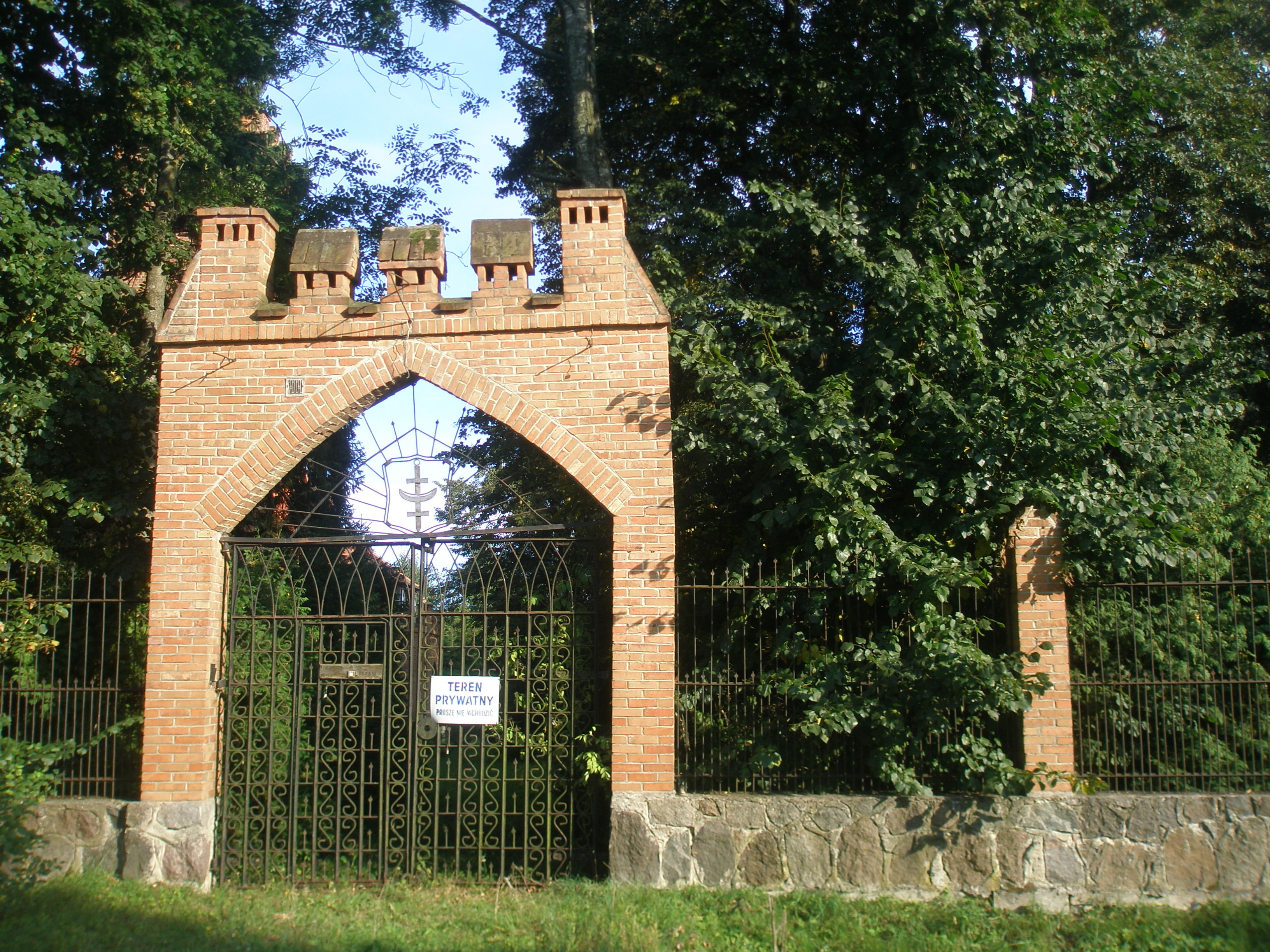
Brama prowadząca do dawnego kościoła ewangelickiego w Opaleńcu w 2013

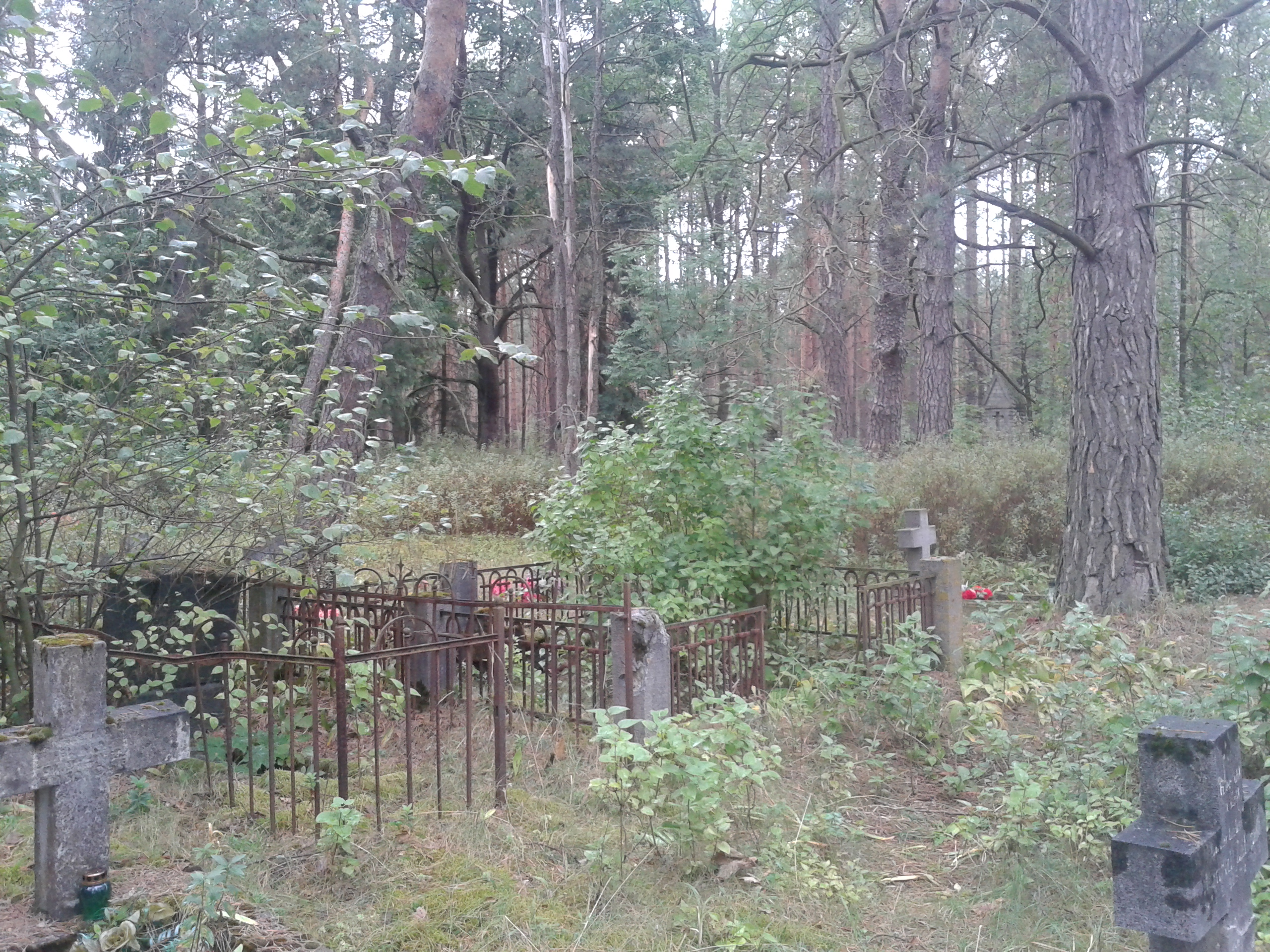
Cmentarz ewangelicki w Opaleńcu w 2014

Pierwszy, drewniany kościół ewangelicki w Opaleńcu został wybudowany w 1579. Na jego miejscu w 1878 wybudowano nowy kościół, który wzniesiony został z czerwonej cegły i wyposażono go w absydę oraz wieżę. W ołtarzu umieszczony został obraz przedstawiający Chrystusa udzielającego błogosławieństwa. W latach 20. XX wieku parafia w Opaleńcu liczyła 1900 wiernych, a na jej terenie, w skład którego wchodziło 5 wsi (Opaleniec, Baranowo, Mącice, Ścięciel i Wyżegi), zlokalizowanych było 5 szkół.
Po II wojnie światowej miejscowi wierni zostali objęci opieką duszpasterską dopiero w czerwcu 1954, kiedy ponowną organizację działalności tutejszego zboru rozpoczął ks. Alfred Jagucki z parafii w Szczytnie. Przeprowadzona została naprawa dachu i remont okien w budynku kościoła. W październiku 1954 administrację nad zborem w Opaleńcu przejął ks. Jerzy Otello z parafii w Nidzicy, którego wspierał student teologii Henryk Ćmok, dojeżdżający do Opaleńca z Wielbarka.
W 1954 zniszczony w trakcie wojny budynek plebanii w Opaleńcu został zajęty przez władze państwowe na siedzibę Gromadzkiej Rady Narodowej, która przeprowadziła następnie jego remont. W budynku umieszczony został również Urząd Pocztowo-Telegraficzny. Pomimo tego obiekt ten stanowił w dalszym ciągu własność parafii, jednak za jego użytkowanie nie był płacony na jej rzecz czynsz. Do oficjalnego przejęcia własności dawnej plebanii na rzecz Gromadzkiej Rady Narodowej doszło w 1959.
Według stanu z 1957 kościół ewangelicki w Opaleńcu pozostawał w dalszym ciągu zniszczony w 60%. Po ordynacji na duchownego ks. Henryk Ćmok objął administrację nad miejscowym zborem w 1960. Zgodnie ze statystyką z 1960 było tu 128 wiernych, z czego 94 osób posiadających czynne prawo wyborcze.
W 1961 Opaleniec został zdegradowany do roli stacji kaznodziejskiej parafii w Wielbarku. W 1965 ks. Ćmok zwrócił się z wnioskiem o dotację na remont tutejszego kościoła do Konsystorza. Dzięki pozyskaniu również subwencji z Bratniej Pomocy im. Gustawa Adolfa możliwe było przeprowadzenie remontu dachu, sufitów i wieży. Następnie przystąpiono do malowania kościoła.
W 1965 stacja kaznodziejska w Opaleńcu należąca do parafii w Wielbarku skupiała 120 wiernych. Do 1969 liczba ta uległa zmniejszeniu do 77 osób.
Ksiądz Henryk Ćmok z Wielbarka sprawował opiekę duszpasterską nad zborem w Opaleńcu do końca 1969. W 1970 zbór przekształcony został w stację kaznodziejską i przyłączony do parafii w Szczytnie. W związku z szybkim zmniejszeniem się liczby tutejszych wiernych, 31 grudnia 1973 stacja kaznodziejska w Opaleńcu została zamknięta.
W 1988 architekt z Warszawy zwrócił się do Konsystorza z prośbą o przekazanie mu nieczynnego kościoła ewangelickiego w Opaleńcu w formie darowizny. Konsystorz wydał zgodę na dożywotnie bezpłatne wydzierżawienie mu obiektu, natomiast w 1989 zaaprobował sprzedaż na jego rzecz kościoła za kwotę nie mniejszą niż 400 000 zł. Urządzona miała w nim być galeria sztuki oraz hotel. Choć nieruchomość formalnie nadal pełni taką funkcję, obecni właściciele nie prowadzą działalności związanej z obsługą gości.

#### Rozogi

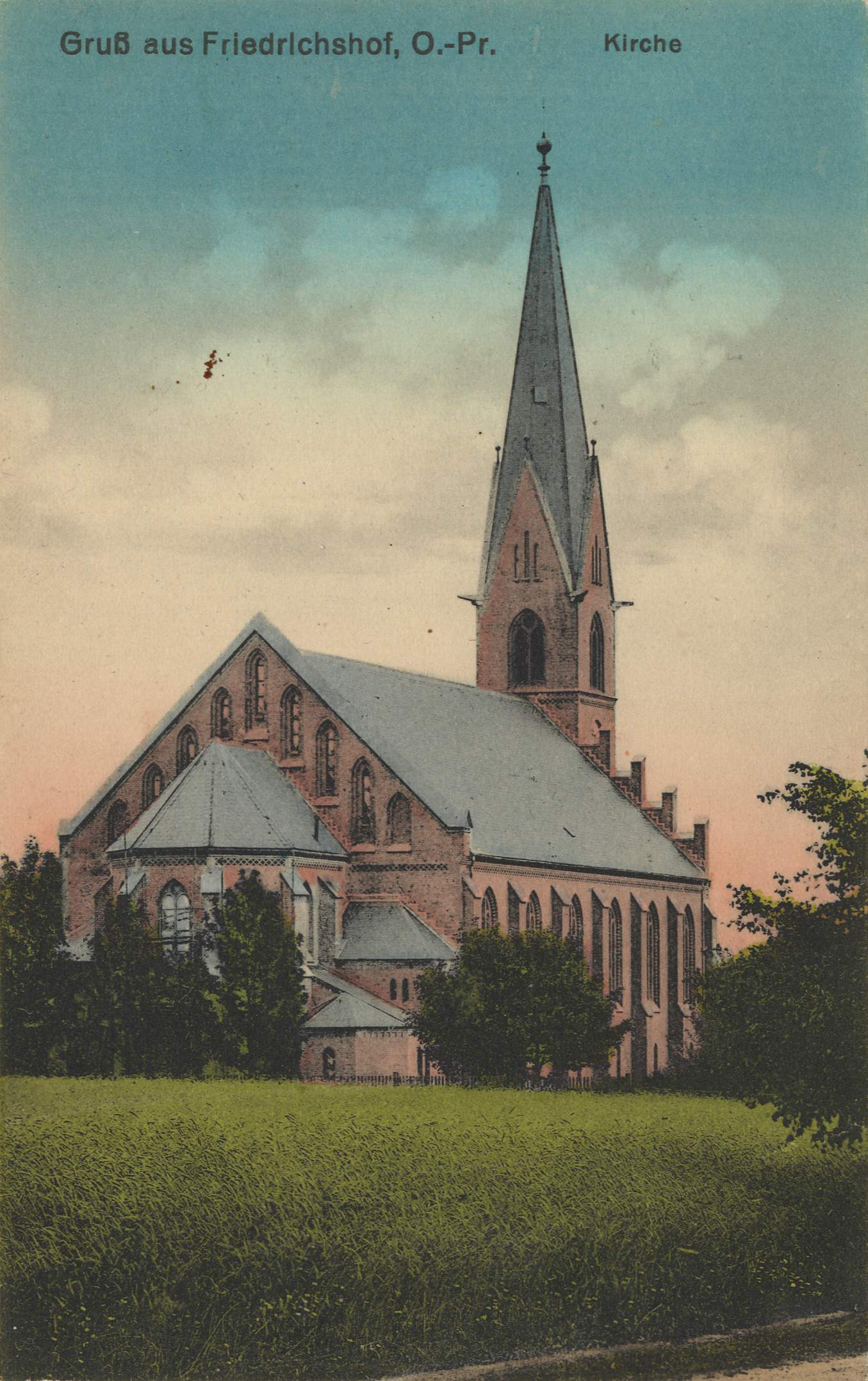
Kościół ewangelicki w Rozogach w 1917

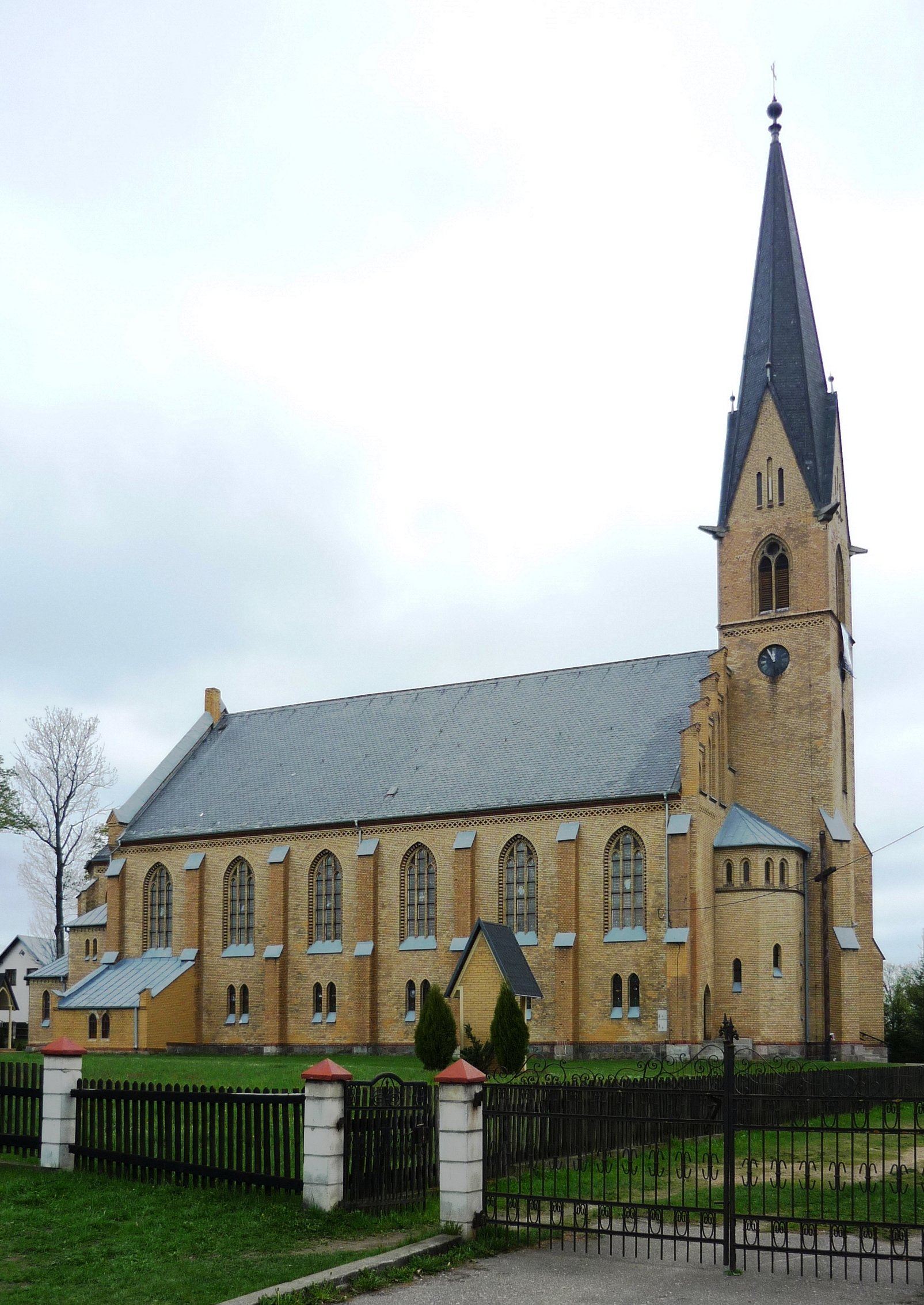
Dawny kościół ewangelicki w Rozogach w 2011

Mieszkańcy Rozóg przed utworzeniem w miejscowości własnej parafii ewangelickiej uczęszczali na nabożeństwa do kościołów w Nawiadach, Rańsku, Szczytnie i Wielbarku. Parafia w Rozogach została powołana w 1649, natomiast w 1665 został wybudowany tu kościół. Pierwszy duchowny ewangelicki ks. Martin Grabowius zamieszkał tu w 1670, jednak został raniony podczas napadu katolików podburzonych przez członków zakonu jezuitów z Myszyńca, na skutek czego zmarł.
W 1700 miał miejsce pożar, w trakcie którego dotychczasowy kościół i plebania uległy zniszczeniu. Jeszcze tego samego roku przystąpiono do budowy nowego kościoła z muru pruskiego wyposażonego w wieżę oraz plebanii. Prace ukończono w 1705, jednak wyposażanie obiektu trwało do końca XVIII wieku. Strop budynku został ozdobiony ornamentami roślinnymi oraz cytatami z Biblii. W 1719 na wieży kościelnej został zamontowany zegar słoneczny. W 1719 ówczesny proboszcz ks. Andreas Fisher wzniósł drewniany budynek mieszczący szpital.
25 czerwca 1867 miał miejsce kolejny pożar, w trakcie którego zniszczona została wieża kościoła oraz konstrukcja jego ścian. Zdecydowano o budowie nowego obiektu w stylu neogotyckim, pod który kamień węgielny został położony 12 września 1882. Nowy kościół został poświęcony 15 grudnia 1885. Powstał on z żółtej cegły klinkierowej i został wyposażony w smukłą wieżę. W niedługim czasie zaszła jednak potrzeba przeprowadzenia remontu budynku, w szczególności jego elewacji, co nastąpiło w latach 1893–1894. Barokowy ołtarz pochodzący z poprzedniego kościoła, nie pasujący stylem do nowego, neogotyckiego obiektu, przekazany został do kościoła w Księżym Lasku i zastąpiony nowym, w którym umieszczony został obraz „Zmartwychwstanie Chrystusa”.
W latach 20. XX wieku parafia w Rozogach liczyła około 7200 wiernych, a na obejmowanym przez nią obszarze funkcjonowało 13 szkół. Do parafii należał ponadto budynek plebanii, działała też stacja diakonijna.
Do roku 1937 do parafii w Rozogach należały miejscowości Borki Rozowskie, Długi Borek, Faryny, Klon, Kowalik, Kowalik Piski, Kwiatuszki Małe, Kwiatuszki Wielkie, Lipniak, Nowe Czajki, Spaliny Wielkie, Stare Czajki, Wilamowo, Wysoki Grunt, Występ i Zawojki, jak również leśnictwa Brzozówka, Kopytko oraz Sarna. W 1937 z parafii w Rozogach wyłączona została nowo utworzona parafia w Klonie.
Po 1945 administrację nad parafią w Rozogach objął ks. Jerzy Sachs ze Szczytna. Kościół nie ucierpiał w trakcie działań wojennych, jednak plebania pozostawała zniszczona w stopniu całkowitym. Miejscowi ewangelicy byli nękani przez ludność napływową, która nie dopuszczała do prowadzenia nabożeństw ewangelickich w kościele, zajmując go na potrzeby kultu katolickiego. Obiekt został następnie zwrócony prawowitym właścicielom, natomiast katolicy w dalszym ciągu czynili starania o pozyskanie go dla siebie.
W 1947 do parafii ewangelickiej w Rozogach należało 1500 wiernych, jednak liczba ta ulegała ciągłemu zmniejszeniu i w 1950 było wynosiła 750 członków. W 1951 miała miejsce konfirmacja, do której przystąpiły 93 osoby. Po wyjeździe ze Szczytna ks. Jerzego Sachsa administrację nad parafią w Rozogach przejął kolejny szczycieński duszpasterz, ks. Alfred Jagucki.
W wyniku dalszego zmniejszania się liczby miejscowych wiernych w nabożeństwach ewangelickich w kościele w Rozogach udział brało około 15–20 wiernych. Z racji braku duchownego na miejscu były one prowadzone przez dojeżdżających tu księży. W budynku kościoła prowadzone były ponadto lekcje religii. Organy państwowe planowały przekształcenie go na dom kultury bądź magazyn lekarstw.
Decyzją Prezydium Naczelnej Rady Kościoła Ewangelicko-Augsburskiego 10 listopada 1952 do parafii w Rozogach skierowany został diakon Henryk Szreder, jednak członkowie zboru nie mieli do niego zaufania. 31 maja 1956 miało tu miejsce święto misyjne, na którym poza zgromadzonymi wiernymi gościło kilku księży oraz senior diecezji mazurskiej, odbyły się wówczas występy chórów oraz zespołów muzycznych.
W 1961 parafia skupiała 550 wiernych. Ksiądz Henryk Szreder poza Rozogami obsługiwał również Klon, Karwicę i Spychowo. W 1965 mianowano go ponadto proboszczem-administratorem parafii w Jerutkach i Świętajnie.
W 1966 parafia w Rozogach skupiała 300 osób. Nie ustawały starania kościoła rzymskokatolickiego o przejęcie kościoła ewangelickiego w Rozogach. W 1966 na dotyczące tego zapytanie Kurii Warmińskiej skierowane do Konsystorza Kościoła Ewangelicko-Augsburskiego odpowiedziano, że kościół w Rozogach nie stanowi formalnie mienia parafii, która pozostaje jedynie jego użytkownikiem, gdyż stanowi on własność państwa, w związku z czym polecał skontaktowanie się z Wydziałem do Spraw Wyznań. W wypadku pozyskania pozytywnej opinii odnośnie wniosku, Konsystorz deklarował otwartość na rozmowy dotyczące przekazania obiektu katolikom.
Od lipca 1970 ks. Szreder objął administrację nad parafią w Pasymiu, gdzie wkrótce potem zamieszkał.
W 1971 parafia w Rozogach stała się formalnie właścicielem użytkowanego przez nią kościoła, w związku z czym wnioski o przejęcie kościoła przez kościół rzymskokatolicki zaczęły być kierowane przez diecezję warmińską bezpośrednio do niej. 16 stycznia 1972 w Szczytnie miały miejsce rozmowy pomiędzy jej przedstawicielami a seniorem ewangelickiej diecezji mazurskiej.
W 1975 parafia ewangelicka w Rozogach została przekształcona w stację kaznodziejską podległą parafii w Szczytnie. Decyzją Konsystorza stacja kaznodziejska w Rozogach została zlikwidowana z dniem 1 lipca 1976.
W 1977 do pozostającego w dalszym ciągu własnością Kościoła Ewangelicko-Augsburskiego kościoła w Rozogach nastąpiło włamanie wiernych kościoła rzymskokatolickiego, dotychczas prowadzących swoje nabożeństwa w warunkach polowych przy krzyżu położonym w sąsiedztwie kościoła ewangelickiego, którzy rozpoczęli prowadzenie w nim mszy. Argumentowali to interpretowaniem zgody wydanej przez władze wojewódzkie odnośnie przeprowadzenia sprzedaży przez ewangelików miejscowego kościoła temu wyznaniu jako wydanie zezwolenia z rygorem natychmiastowej wykonalności odnośnie rozpoczęcia użytkowania obiektu przez katolików. Msze były prowadzone w nielegalnie przejętym kościele ewangelickiem przez trzech księży katolickich. Stan ten obowiązywał za milczącą zgodą rzymskokatolickiego biskupa Józefa Drzazgi, co nastąpiło już w trakcie trwania rozmów odbywających się w Warszawie odnośnie zakupu przez katolików tego budynku. Stanowisko katolickiego biskupa Józefa Drzazgi wpłynęło na stosunek Biskupa Kościoła Ewangelicko-Augsburskiego ks. Janusza Narzyńskiego wobec niego jako partnera w rozmowach dotyczących transakcji i uniemożliwiło prowadzenie dalszych pertraktacji odnośnie ceny, jaką mieli zapłacić za kościół katolicy. Biskup Narzyński zaznaczał, że nie będzie możliwe przejęcie kościoła za pomocą prowadzonej w tamtym momencie przez stronę rzymskokatolicką metody faktów dokonanych bez uiszczenia należności. Ostatecznie do legalnie przeprowadzonej transakcji zakupu kościoła ewangelickiego w Rozogach przez rzymskokatolicką parafię Znalezienia Krzyża Świętego w Klonie doszło 28 maja 1977.

#### Spychowo

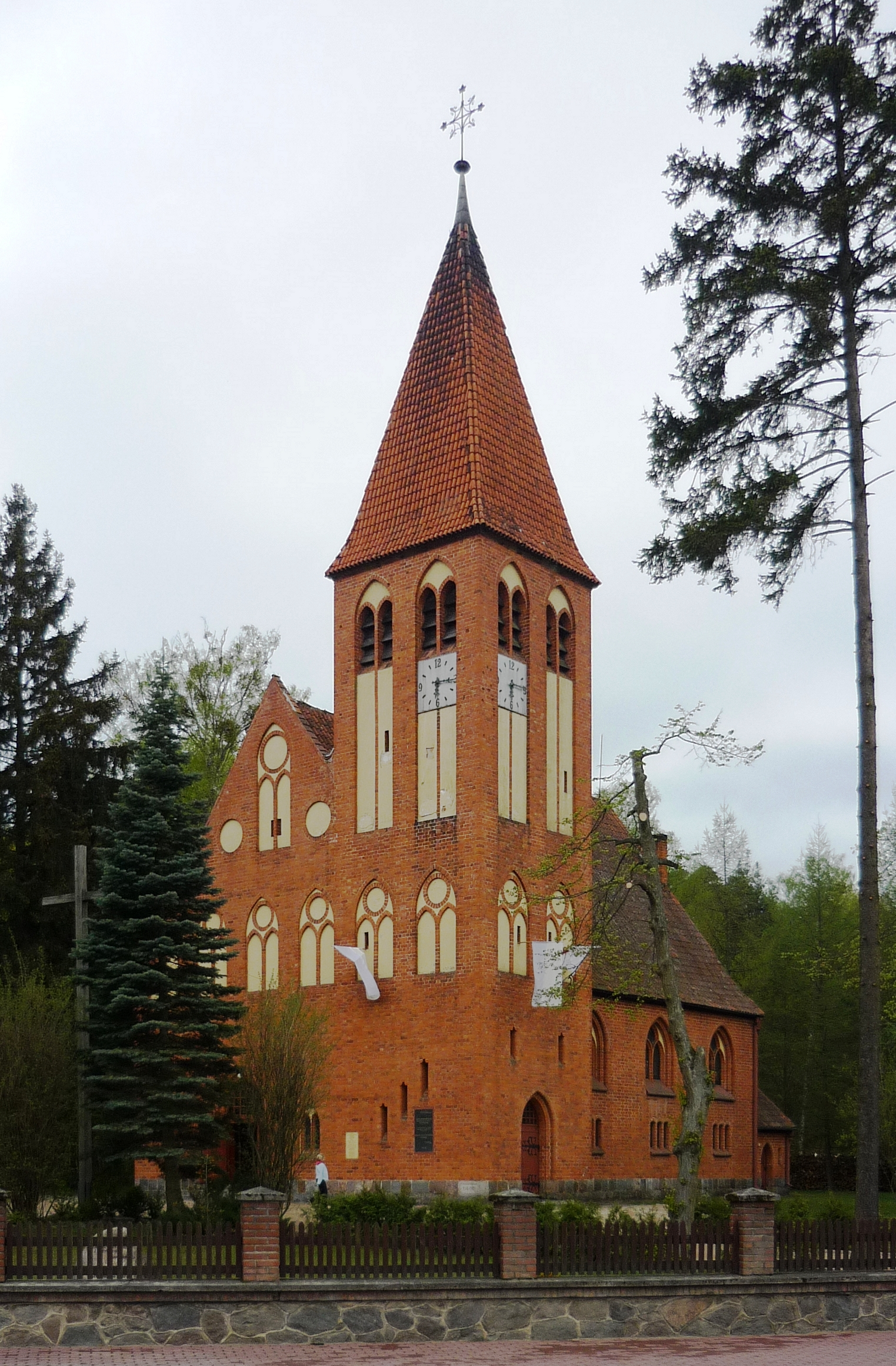
Dawny kościół ewangelicki w Spychowie

Spychowo początkowo pozostawało częścią parafii w Rozogach. Nabożeństwa na terenie miejscowości rozpoczęto prowadzić od kwietnia 1892, natomiast w 1898 powstała tu samodzielna parafia.
9 lipca 1903 położono kamień węgielny pod budowę kościoła, którego projekt przygotował powiatowy inspektor budowlany Weisstein ze Szczytna, a prowadzone prace nadzorował mistrz budowlany H. Paul ze Szczytna. Elementy stolarskie i rzeźbiarskie zostały wykonane przez przedsiębiorstwa Paukstadt & Schulz z Gołdapi oraz Orlowski & Co. z Olsztyna. Budynek powstał z czerwonej cegły, posiadając niejednorodną bryłę, z której wyodrębnione zostało asymetryczne prezbiterium, a w nawę wbudowano masywną wieżę. Posiada zwieńczone ostrołukowo otwory drzwiowe i okienne. Nawa kościoła złożona jest z dwóch części, z których węższa zlokalizowana została po lewej stronie, natomiast szersza – po prawej. Nad prawą stroną nawy wzniesiona została empora boczna, w kościele znajduje się ponadto empora organowa, a na obu tych balkonach razem powstało 105 miejsc siedzących. W całym kościele było w sumie 367 miejsc. Od strony południowo-zachodniej zlokalizowano prezbiterium, w którym umieszczony został drewniany ołtarz z figurą ukrzyżowanego Jezusa, wyrzeźbioną w drewnie w pracowni Franza Travaali w St. Ulrich am Pillersee. Witraże, w które wyposażony został kościół, jak również prace malarskie, wykonane zostały przez C. Boscha z Berlina-Schönebergu, natomiast organy powstały w pracowni Goebela w Królewcu. Kościół został poświęcony 2 kwietnia 1905.
W latach 20. XX wieku parafia w Spychowie liczyła 1450 członków. Posiadała ona dom zborowy oraz prowadziła stację diakonijną. Na jej obszarze istniały dwie szkoły. Parafia obejmowała swoim zasięgiem miejscowości Bystrz, Dieblitzthal, Karwica Mazurska, Kierwik, Koczek, Kolonia, Niedźwiedzica, Połom, Racibórz, Spychowo, Spychówko, Sysdron, Theerofen, Wolfshagen i Zyzdrojowy Piecek oraz leśnictwa Szklarnia.
Wznowienie działalności parafii ewangelickiej w Spychowie po II wojnie światowej nastąpiło dzięki działalności ks. Jerzego Sachsa z parafii w Szczytnie oraz diakona Edwarda Szendla z Ukty. W grudniu 1948 dokonano wyboru rady parafialnej. W 1949 parafia liczyła 301 wiernych i dysponowała kościołem, plebanią, domem parafialnym, 7 cmentarzami oraz jednohektarowym ogrodem.
Na koniec 1951 liczba wiernych wzrosła do 600 osób. Kościół utrzymywany był w dobrym stanie, natomiast budynek plebanii pozostawał zdewastowany i pozbawiony drzwi, okien i pieców. Stan domu parafialnego określony został jako średni. Parafia posiadała wówczas ogród o powierzchni 0,5 ha. 10 listopada 1952 pełniącym obowiązki proboszcza-administratora w Spychowie został diakon Henryk Szreder z parafii w Rozogach.
6 października 1954 Prezydium Powiatowej Rady Narodowej podjęło decyzję o zajęciu budynku plebanii ewangelickiej w Spychowie na siedzibę miejscowej Gromadzkiej Rady Narodowej, argumentując to brakiem innego obiektu na ten cel oraz nieużytkowaniem go przez parafię od 1945 z uwagi na jego pozostawanie w stanie rozszabrowania z drzwi, okien, pokrycia dachowego oraz częściowego zniszczenia w związku z tym jego ścian. Przed podjęciem uchwały Prezydium Powiatowej Rady Narodowej przeprowadziło rozmowę z administrującym parafią ks. Szrederem z Rozóg w sprawie zabrania budynku na urządzenie w nim siedziby Gromadzkiej Rady Narodowej, który wyraził na to zgodę po wcześniejszym porozumieniu się z radą parafialną. W związku z tym przez władze państwowe jeszcze 1 października 1954 została zwolniona zajmowana przez sklep Gminnej Spółdzielni plebania w Rozogach, gdzie zamieszkał ks. Szreder.
Jeszcze w 1947 budynek domu parafialnego został zajęty na siedzibę przedszkola. Od 1 stycznia 1956 placówka prowadzona dotychczas przez Wydział Oświaty została przekształcona w przedszkole przyzakładowe Fabryki Kalafonii i Terpentyny w Spychowie. Nakładem fabryki budynek został wyremontowany, uporządkowano również jego otocznie. Na parterze obiektu umieszczone zostały sale przedszkolne, natomiast jego piętro zajęło mieszkanie pracującej w nim wychowawczyni.
16 czerwca 1957 miała miejsce wizytacja miejscowej parafii przeprowadzona przez Biskupa Kościoła Ewangelicko-Augsburskiego ks. Karola Kotulę oraz seniora diecezji mazurskiej ks. Edmunda Friszke. Biskup poprowadził nabożeństwo, podczas którego kazanie wygłosił senior diecezji. Po zakończeniu nabożeństwa miało miejsce spotkanie wizytatorów z radą parafialną. W momencie tym miejscowa parafia obejmowała terytorium miejscowości Spychowo, Koczek oraz Połom i należało do niej 190 wiernych, z czego 62 osoby posiadające czynne prawo wyborcze. Członkowie parafii pracowali w większości jako robotnicy, a pozostali zajmowali się działalnością rolniczą, prowadząc niewielkie gospodarstwa. Zwracano uwagę na duży udział wdów pośród wiernych. Parafia pozostawała użytkownikiem kościoła, natomiast plebania była zajęta przez Gromadzką Radę Narodową, a dom parafialny – przez przedszkole oraz zakład przemysłowy. Wspólnota dysponowała 0,5 ha ziemi uprawnej. Nabożeństwa w miejscowym kościele prowadzone były co dwa tygodnie, zwykle w godzinach popołudniowych. Uczestniczyło w nich każdorazowo około 25–40 osób.
W 1961 parafia w Spychowie została zdegradowana do roli stacji kaznodziejskiej należącej do parafii w Rozogach. W związku z likwidacją parafii w Rozogach w 1976 stacja kaznodziejska w Spychowie została przyłączona do parafii w Szczytnie i administrację nad nią przejął tamtejszy proboszcz, ks. senior Paweł Kubiczek.
W kwietniu 1976 członkowie miejscowej społeczności rzymskokatolickiej wystosowali prośbę do Konsystorza o zezwolenie na dzierżawę lub zakup przez nich kościoła ewangelickiego w Spychowie. Wniosek ten ponowił 10 września 1979 biskup rzymskokatolickiej diecezji warmińskiej ks. Józef Glemp. W związku z odpowiedziami odmownymi, katolicy postanowili o nielegalnym zajęciu kościoła ewangelickiego. 16 września 1979 wtargnęli oni tam podczas trwającego nabożeństwa, wobec czego jego przebieg został zakłócony.
23 września 1979 w Spychowie przez ks. Alfreda Tschirschnitza, zastępującego ks. Kubiczka, miało zostać poprowadzone nabożeństwo. Przed jego rozpoczęciem ks. Tschirschnitz odbył rozmowę z proboszczem katolickim ks. Władysławem Duszą, który stwierdził, że spodziewał się przyjazdu ks. Pawła Kubiczka, ponieważ pragnął poruszyć z nim kwestię udostępnienia kościoła ewangelickiego na prowadzenia w nim kultu katolickiego. Poinformował również ks. Tschirschnitza, że miejscowi katolicy nie zamierzają dłużej czekać na przyznanie im prawa do użytkowania kościoła, a ich cierpliwość w tej kwestii uległa wyczerpaniu, w związku z czym planują samowolne wejście do obiektu i poprowadzenie tu mszy. Katolicki proboszcz ogłosił, że podczas trwania nabożeństwa ewangelickiego będzie on prowadził mszę na zewnątrz kościoła. Ksiądz Alfred Tschirschnitz stwierdził, że nie ma jego zgody na zakłócanie przebiegu nabożeństwa ewangelickiego, zapraszając wiernych katolickich do udziału w nim i stosownego zachowania się w trakcie jego trwania. W nabożeństwie poza wiernymi wyznania ewangelickiego udział wzięła więc około trzystuosobowa grupa katolików, dzięki czemu zajęte zostały wszystkie ławki, a część zgromadzonych ustawiła się w przejściu głównym, sięgając do połowy nawy. W kościele obecny był również katolicki proboszcz wraz z ks. Józefem Dziwakiem. Podczas trwania nabożeństwa katolicy zachowywali się początkowo cicho i spokojnie, jednak w trakcie wykonywania trzeciej z kolei pieśni w kościele zaczął się niewielki ruch. Po zakończeniu nabożeństwa ks. Władysław Dusza zwrócił się do swoich wiernych z prośbą o spokojne opuszczenie kościoła i zaprosił ich do uczestnictwa w mszy. Ksiądz Alfred Tschirschnitz zauważył wówczas, że odbywający się wcześniej ruch zgromadzonych w kościele nastąpił w efekcie ustawienia przez nich w tym czasie na stopniach prowadzących do kościoła niewielkiego, przenośnego ołtarza wyposażonego w elektryczne świece, do których prąd został doprowadzony za pomocą przedłużacza. Wokół ołtarza skupili się katolicy, częściowo stojąc na zewnątrz, a pozostali ustawili się przy drzwiach w przedsionku. Uniemożliwiło to ks. Tschirschnitzowi zamknięcie drzwi kościoła. Przy przenośnym ołtarzu duchowni rzymskokatoliccy odprawili mszę. Jeszcze tego samego dnia o godzinie 18:00 udał się on wraz z seniorem diecezji ks. Pawłem Kubiczkiem do Spychowa. Kościół dalej pozostawał otwarty, a obok budynku zgromadzeni byli katolicy, którzy pilnowali, aby drzwi obiektu nie zostały zamknięte. W momencie zauważenia ewangelickich księży idących z samochodu w stronę kościelnych drzwi duchowni zostali otoczeni i uniemożliwiono im zbliżenie się do wejścia do kościoła. Na skutek tego opuścili oni miejscowość. Drzwi wejściowe zostały później całkowicie zdjęte przez katolików, a następnie dorobili oni do nich klucze, uniemożliwiając w ten sposób korzystanie z kościoła przez ewangelików.
Po zajściu nastąpiły kolejne rozmowy między przedstawicielami kościołów ewangelickiego i katolickiego w sprawie sprzedaży kościoła. 28 sierpnia 1981, jeszcze przed podpisaniem umowy nabycia budynku, przy będącym nadal formalną własnością ewangelików kościele przez biskupa Jana Obłąka została erygowana rzymskokatolicka parafia Matki Boskiej Nieustającej Pomocy. 23 grudnia 1981 na mocy podpisanej wówczas w Warszawie umowy kościół ewangelicki w Spychowie został oficjalnie sprzedany parafii rzymskokatolickiej przez Konsystorz.

#### Szymany
Parafia ewangelicka w Szymanach powstała w 1909 poprzez wydzielenie jej z dotychczasowych obszarów należących do parafii w Wielbarku oraz Szczytnie. W skład nowej jednostki weszły miejscowości Nowiny, Sasek Mały, Sasek Wielki, Szymanki, Wesołowo oraz leśniczówki Dłogówko i Papiernia, jak również nieposiadająca zabudowań osada Ostowo. Należało do niej około 2000 wiernych.
Nabożeństwa w Szymanach początkowo prowadzone były w budynku szkoły. W latach 20. XX wieku parafia liczyła około 2000 wiernych. W 1938 wybudowany został tu kościół. Posiadał on drewnianą, niską wieżę, która została umieszczona w zachodnim szczycie jego dachu. Wnętrze obiektu miało prosty i skromny charakter. Zastosowano trapezowy strop. W jego wnętrzu znajdowały się wykonane z drewna ołtarz oraz ambona. Pierwsze nabożeństwo połączone z poświęceniem obiektu miało miejsce w czwartą niedzielę Adwentu 1938. W sąsiedztwie kościoła wzniesiono pomnik ku pamięci żołnierzy poległych w trakcie I wojny światowej, który został zwieńczony konstrukcją, w której zawieszono dwa dzwony.
Po zakończeniu II wojny światowej administrację nad parafią w Szymanach objął ks. Jerzy Sachs z parafii w Szczytnie.
W nocy z 31 października na 1 listopada 1947 po obchodach Święta Reformacji miała miejsce kradzież dzwonu z wieży kościoła w Szymanach, która nastąpiła pomimo pełnionych w tym okresie całonocnych wart przy obiekcie z uwagi na napięcia pomiędzy autochtoniczną ludnością ewangelicką a nowo przybyłymi mieszkańcami wyznania rzymskokatolickiego. Wydział Społeczno-Polityczny Urzędu Wojewódzkiego w Olsztynie wystosował w związku z tym wydarzeniem apel do olsztyńskiej rzymskokatolickiej kurii biskupiej, w którym informował ją o incydencie i prawdopodobieństwie przeprowadzenia go przez katolicką ludność w celu dokuczenia miejscowym ewangelikom.
We wrześniu 1951 ks. Jerzy Sachs wyjechał ze Szczytna, w związku z administracja nad parafią w Szymanach przeszła na rzecz ks. Alfreda Jaguckiego. W momencie tym parafia w Szymanach skupiała 282 wiernych i dysponowała kościołem, plebanią oraz budynkiem gospodarczym. Nabożeństwa w okresie zimowym prowadzone były w obszernej zakrystii kościoła. W 1953 należący do parafii budynek plebanii został zajęty na siedzibę Gromadzkiej Rady Narodowej, a w 1959 został oficjalnie przejęty na własność Rady.
Od 1960 administrację nad wiernymi w Szymanach przejął ks. Henryk Ćmok z parafii w Wielbarku. 25 września 1960 w Szymanach zostało zorganizowane święto misyjne, na którym gościł senior diecezji mazurskiej ks. Alfred Jagucki, a uroczystości uświetnił chór parafii w Szczytnie.
W 1961 dotychczasowa parafia w Szymanach została przekształcona w stację kaznodziejską parafii wielbarskiej. W 1970 została ona włączona w struktury parafii w Szczytnie. W 1964 stacja kaznodziejska skupiała 93 wiernych. Lekcje religii były prowadzone w tym okresie przez ks. Henryka Ćmoka w zakrystii kościoła. Prowadził on opiekę nad tutejszymi wiernymi do 1969, a stacja kaznodziejska w Szymanach liczyła wówczas 72 członków. W okresie zimowym lekcje religii oraz nauka konfirmacyjna odbywały się w domu prywatnym należącym do Ruth Wiącek, prowadzącej opiekę nad budynkiem kościoła i przygotowującej go do nabożeństw. W 1970 obsługę wiernych w Szymanach rozpoczął kolejny proboszcz parafii w Szczytnie, ks. Paweł Kubiczek. W chwili tej do stacji należało 70 wiernych. Do 1974 liczba ta uległa jednak zmniejszeniu do 20 osób, a w 1976 było to już jedynie 12 wiernych.
W lipcu 1977 katolicki Biskup Warmiński skierował do Konsystorza Kościoła Ewangelicko-Augsburskiego prośbę o wyrażenie zgody na nabycie dla kościoła rzymskokatolickiego kościoła ewangelickiego w Szymanach, nawiązując do prowadzonych trzykrotnie rozmów w tym temacie w poprzednich latach, której jednak nie otrzymał.
5 kwietnia oraz 29 lipca 1978 do pełniącego stanowisko proboszcza parafii w Szczytnie seniora diecezji mazurskiej ks. Pawła Kubiczka wpłynęły pisma od Dyrektora Wydziału do Spraw Wyznań w Olsztynie z wnioskiem o nieodpłatne przekazanie działki wraz z kościołem ewangelickim w Szymanach na rzecz Skarbu Państwa. Darowanie nieruchomości na rzecz państwa nastąpiło ostatecznie za zgodą Konsystorza 21 września 1979 na mocy podpisanego wówczas aktu notarialnego. Ostatnie nabożeństwa ewangelickie miały tu miejsce w 1980. Już 12 października 1980 kościół w Szymanach został przejęty przez katolików.
Zgodnie ze stanem na 1 stycznia 2022 w Szymanach zamieszkiwało 9 wiernych Kościoła Ewangelicko-Augsburskiego.

#### Świętajno

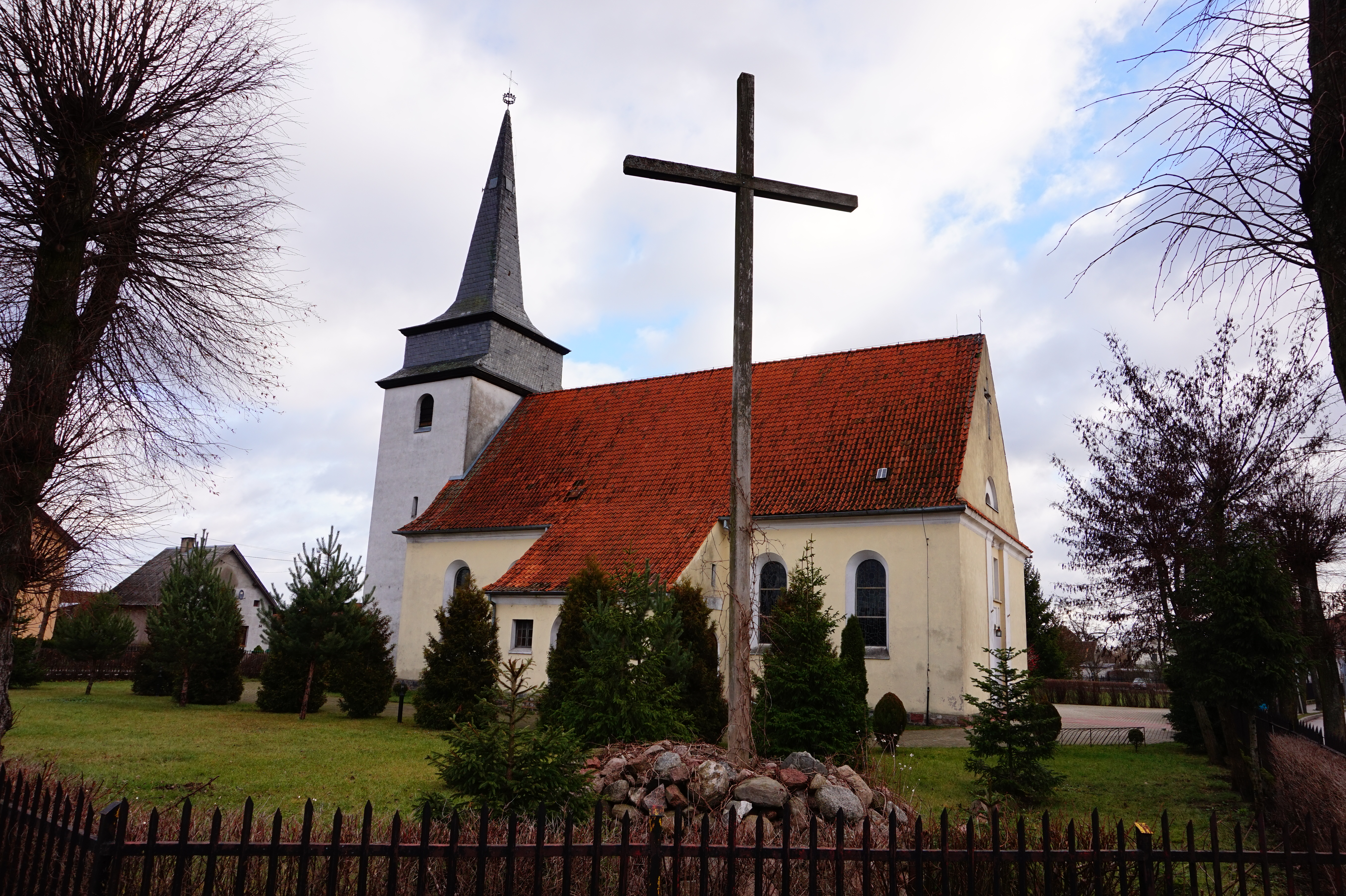
Dawny kościół ewangelicki w Świętajnie w 2015

Pierwszy kościół ewangelicki w Świętajnie powstał w 1908, został on jednak zniszczony podczas I wojny światowej w 1914. Na jego miejscu w latach 1918–1922 wybudowany został nowy kościół wyposażony w wysoką wieżę wznoszącą się nad prezbiterium. Ponad nawą zastosowany został płaski strop. Obiekt został połączony z budynkiem plebanii za pomocą zamkniętego krużganka.
W latach 20. XX wieku miejscowa parafia liczyła 4000 wiernych. Prowadziła ona stację diakonijną, a na jej obszarze działały 4 szkoły. Administrowana była przez parafię w Jerutkach, a w Świętajnie zamieszkiwał jej proboszcz pomocniczy. Do parafii w Świętajnie należały miejscowości Brele, Chajdyce, Chochół, Cis, Gałąski, Jeruty, Kolonia, Łąck Wielki, Świętajno i Świętajno-Kolonia Bieberthal.
Bezpośrednio po II wojnie światowej kościół w Świętajnie nie był użytkowany regularnie, ponieważ autochtoniczna ludność mazurska nie miała zaufania do polskiego księdza ewangelickiego i tylko nieliczni wierni uczestniczyli w nabożeństwach. W związku z tym administrujący wówczas parafią w Świętajnie ks. Jerzy Sachs ze Szczytna w 1946 wyraził tymczasowo zgodę na użytkowanie budynku przez kościół rzymskokatolicki. Za decyzję tę otrzymał pismo z podziękowaniami od mieszkańców gminy Świętajno oraz jej wójta.
Katolicy nie zwrócili użyczonego im kościoła. W wyniku tego miejscowa parafia pozbawiona została miejsca prowadzenia nabożeństw. Przez kilka lat organizowano je pod gołym niebem na terenie cmentarza. Po wyjeździe ks. Jerzego Sachsa ze Szczytna administrację nad wiernymi w Świętajnie objął ks. Alfred Jagucki.
W 1951 parafia w Świętajnie liczyła 349 zarejestrowanych członków i 20 niezarejestrowanych. Zarówno należący do niej kościół, jak i plebania oraz zabudowania gospodarcze pozostawały zajęte przez katolików. 24 czerwca 1952 opieka nad parafią została przekazana ks. Pawłowi Kubiczkowi.
W kwietniu 1953 Urząd do Spraw Wyznań wyraził zgodę na przekazanie parafii ewangelickiej w Świętajnie zarządu i prawa własności do budynku miejscowej plebanii oraz ogrodu, z zastrzeżeniem, że może ona bezpośrednio użytkować jedynie powierzchnię znajdującą się na piętrze plebanii, gdzie zlokalizowane jest dwupokojowe mieszkanie mające być przeznaczone dla duszpasterza zboru ks. Kubiczka oraz ogród, natomiast parter obiektu miał być wykorzystywany przez kościół rzymskokatolicki na zasadzie wynajmu od parafii ewangelickiej za należny czynsz. Do prowadzenia nabożeństw Urząd wyznaczył kaplicę w domu zborowym należącym do Kościoła Chrześcijan Baptystów, natomiast baptystom pozostawił tam mniejszą salę wraz z mieszkaniem oraz całym znajdującym się w obiekcie wyposażeniem, będącym ich dotychczasową własnością.
W związku z niewyrażeniem zgody przez proboszcza katolickiego na zamieszkanie w tym samym budynku również księdza ewangelickiego. W związku tym parafia rzymskokatolicka 26 maja 1953 zawarła umowę najmu części domu należącego do Charlotty Witkowskiej w celu zaoferowania tam mieszkania duchownemu ewangelickiemu. Wynajęła dla niego cały budynek z wyjątkiem dwóch pokoi, które zamieszkiwać miała w dalszym ciągu właścicielka obiektu. Ksiądz Kubiczek nie przyjął propozycji katolickiego proboszcza odnośnie zamieszkania u Charlotty Witkowskiej. Termin zwolnienia przez parafię katolicką mieszkania na piętrze plebanii został wyznaczony na 1 czerwca 1953 i został zakomunikowany tamtejszemu proboszczowi, jednak poinformował on stronę ewangelicką, że będzie szukał sposobu uniemożliwienia wprowadzenia się tam ks. Kubiczka i nie dostosował się do wyznaczonej daty udostępnienia mieszkania. Parafia Ewangelicko-Augsburska w Świętajnie wystosowała następnie do Urzędu do Spraw Wyznań skargę na katolickiego proboszcza. Ponadto kaplica w budynku zborowym należącym do baptystów również nie została przekazana przez nich parafii ewangelickiej. Pierwsze nabożeństwo postanowiono tam poprowadzić 4 czerwca 1953, jednak w wyniku sprzeciwu zboru baptystycznego nie doszło ono do skutku. Ostatecznie ks. Kubiczek zgodził się na zamieszkanie w wynajętym mu przez parafię katolicką lokalu.
Jeszcze w czerwcu 1953 Referat do Spraw Wyznań w Szczytnie odpowiedział na pismo ks. Kubiczka stwierdzając, że „dla ogólnego dobra” powinien on pozostać w mieszkaniu u Charlotty Witkowskiej. W wyniku obowiązywania zapisów decyzji Urzędu do Spraw Wyznań z kwietniu tego roku odnośnie prawa własności Kościoła Ewangelicko-Augsburskiego do budynku plebanii w Świętajnie polecił spisanie umowy najmu i wyznaczenia czynszu za użytkowanie tego obiektu przez parafię katolicką.
4 września 1953 w Świętajnie miało miejsce podpisanie protokołu, na mocy którego w tymczasowe użytkowanie parafii ewangelickiej jako kaplica zostały przekazane dwa pokoje zlokalizowane w zachodniej części budynku przy ul. Grunwaldzkiej 66 wykorzystywanego przez Państwową Centralę Drzewną wraz ze zlokalizowanym w tej części obiektu wejściem.
W listopadzie 1953 senior diecezji mazurskiej ks. Edmund Friszke skierował do parafii w Świętajnie propozycję, aby ta zrezygnowała z kaplicy w baptystycznym budynku zborowym oraz wystosowała wniosek do Urzędu do Spraw Wyznań w sprawie oddania jej w użytkowanie dwóch pokoi oraz korytarza wejściowego w domu będącym dawną własnością rodziny Kompa z przeznaczeniem tych pomieszczeń na cele prowadzenia kultu religijnego, jak również doprowadzić za pośrednictwem Urzędu do skłonienia parafii katolickiej do podpisania umowy dzierżawy budynku plebanii.
1 maja 1954 decyzją Naczelnej Rady Kościoła do Świętajna został skierowany ks. Tadeusz Bogucki. Otoczył on również opieką duszpasterską zbory w Gawrzyjałkach, Jerutkach i Księżym Lasku. W 1956 wskazywał on w piśmie do seniora diecezji, że wykorzystywane przez parafię dwa pomieszczenia w przyznanym jej 4 września 1953 budynku są zbyt małe na jej potrzeby. W wyniku zamieszkania pozostałej części obiektu przez kilka rodzin generowany przez nie hałas przeszkadzał w prowadzeniu nabożeństw. Lokal ten pozbawiony był pomieszczenia na zakrystię, w związku z czym duchowny przebierał się w szaty na korytarzu, gdzie prowadził również zapisy administracyjne oraz rozmowy duszpasterskie. Ksiądz Bogucki kilkukrotnie wnioskował do władz państwowych o przydział kolejnych pomieszczeń w budynku w celu powiększenia powierzchni tamtejszej kaplicy, jednak nie uzyskał na to zgody. W grudniu 1957 duszpasterz informował seniora o pozyskaniu od Charlotty Witkowskiej informacji, że budynek plebanii będący dotychczas własnością Kościoła Ewangelicko-Augsburskiego został mu odebrany i przekazany parafii katolickiej, wobec czego tamtejszy proboszcz zaprzestaje płacenia czynszu na rzecz parafii ewangelickiej.
W końcu 1957 parafia ewangelicka w Świętajnie liczyła 201 wiernych. Ksiądz Bogucki zamieszkiwał tu do 18 grudnia 1958, następnie parafię objął ks. Rudolf Turoń. Kontynuował on starania w celu pozyskania dodatkowych pomieszczeń dla zboru. Z racji ostatecznej utraty kościoła oraz plebanii parafii dysponowała nadal jedynie kaplicą przy ul. Grunwaldzkiej 66 o powierzchni o powierzchni 25 m², a duchowny w dalszym ciągu użytkował mieszkanie zastępcze u Charlotty Witkowskiej. Ostatecznie w lutym 1960 parafia uzyskała dodatkowe pomieszczenie o powierzchni 6 m² sąsiadujące z kaplicą, które przeznaczone zostało na zakrystię. Ponadto ks. Turoń zwracał się z prośbą do proboszcza parafii rzymskokatolickiej w Świętajnie o zezwolenie na prowadzenie nabożeństw w dawnym kościele ewangelickim, jednak nie została ona uwzględniona. W związku z tym wystosował wniosek do zboru baptystycznego na przeprowadzenie w jego kaplicy nabożeństw z okazji Święta Reformacji oraz nabożeństwa wigilijnego, na co uzyskał zgodę.
W styczniu 1962 proboszcz katolicki wymówił umowę najmu mieszkania zastępczego dla księdza ewangelickiego, jednak 15 marca tego roku ponownie ją zawarł.
W 1962 do parafii ewangelickiej w Świętajnie należało 216 wiernych. 1 września 1962 do pomocy chorującemu wówczas ks. Rudolfowi Turoniowi skierowany został Jan Krzywoń. Z momentem ordynacji na duchownego 14 października 1962 ks. Jan Krzywoń objął stanowisko wikariusza senioralnego diecezji mazurskiej rezydującego w Świętajnie. 27 października 1957 administracja nad parafią została przekazana seniorowi diecezji ks. Alfredowi Jaguckiemu. Sprawujący opiekę nad miejscowymi wiernymi ks. Krzywoń zamieszkiwał w wynajmowanym dla niego przez parafię katolicką mieszkaniu zastępczym, podobnie jak inni wcześniejsi księża, jednak budynek ten według stanu na październik 1964 nie był już własnością Charlotty Witkowskiej i nie zamieszkiwała już ona w przynależnych jej wcześniej dwóch pokojach, które objęła rodzina Kamińskich będąca nowymi właścicielami obiektu. Utrudniali oni zamieszkiwanie duchownego w ich domu.
Ksiądz Jan Krzywoń pełnił posługę w Świętajnie do końca 1965. Wówczas tutejsza parafia liczyła 100 wiernych. Jej kolejnym duszpasterzem został ks. Henryk Szreder z Rozóg. W 1968 dotychczasowa parafia w Świętajnach została przekształcona w stację kaznodziejską należącą do parafii w Rozogach. W 1975 stacja kaznodziejska w Świętajnach została włączona do parafii w Szczytnie, natomiast w grudniu 1977 decyzją Konsystorza uległa ona likwidacji.

#### Targowo

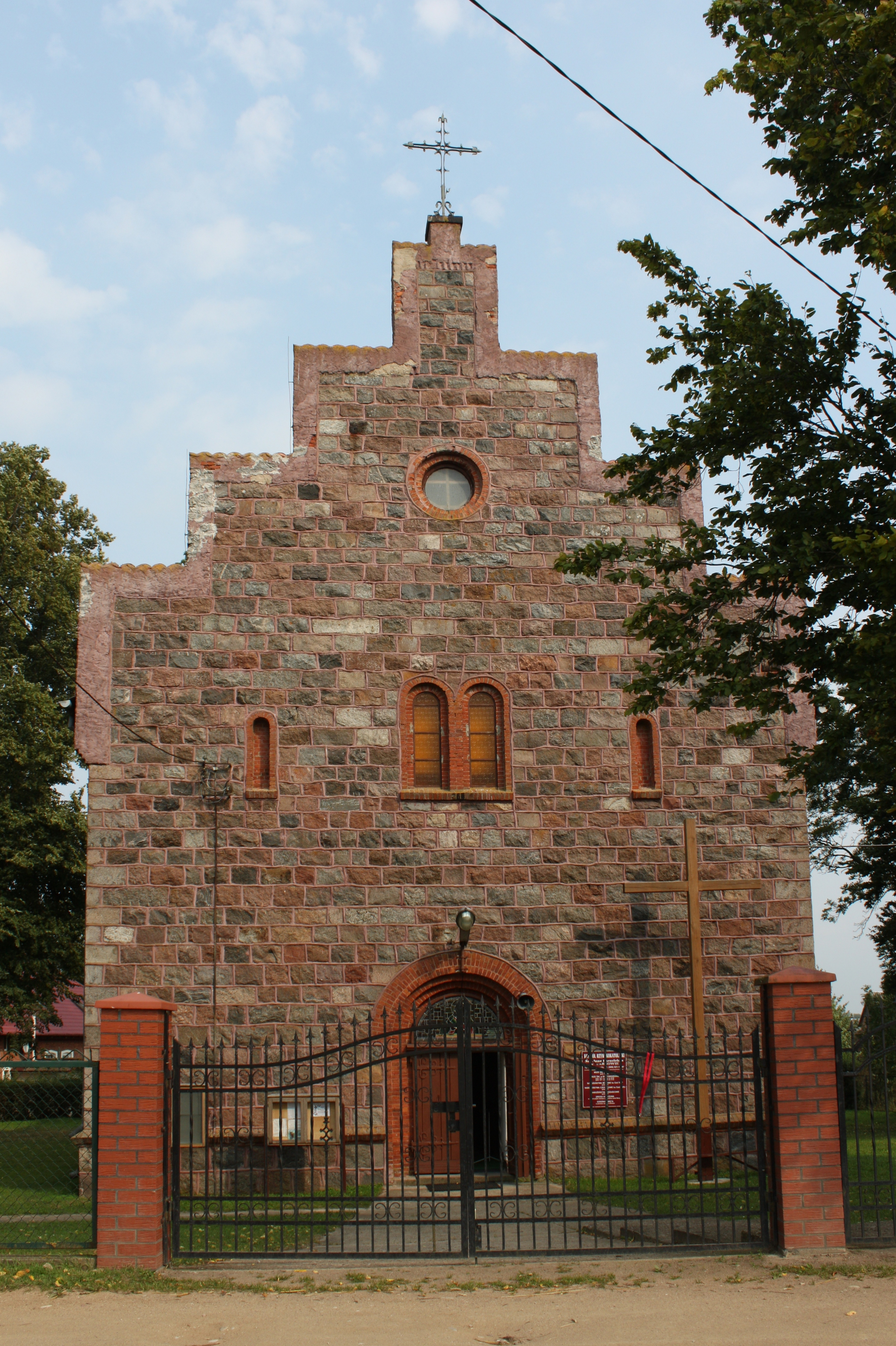
Dawny kościół ewangelicki w Targowie w 2012

Drewniany kościół w Targowie wzniesiono na początku XV wieku. W 1823 musiał on jednak zostać rozebrany i do czasu wybudowania nowego kościoła nabożeństwa prowadzone były następnie w sali domu parafialnego. Miejscowość była obsługiwana przez duchownych z parafii w Dźwierzutach, a w latach 1833–1850 nabożeństwa prowadził tu ksiądz z Rańska. Nowy, murowany, neoromański kościół ewangelicki w Targowie wzniesiony został między 1884 a 1934 rokiem. Powstał on z kamiennych ciosów, a w obramowaniach otworów zastosowano cegłę. Nie posiada on wieży i stanowi jednonawową budowlę, na zewnątrz której widoczna jest pięcioboczna absyda, gdzie zlokalizowane zostało prezbiterium. Posiada schodkowe szczyty oraz półkoliste zamknięcie portalu fasady. W 1927 w pobliżu kościoła zbudowana została wolnostojąca dzwonnica.
W latach 20. XX wieku do miejscowej parafii należało 1510 wiernych. Na jej terenie działały 3 szkoły. Proboszcz z Targowa administrował również parafią w Jabłonce.
Organizacją życia religijnego ewangelików w Targowie po 1945 zajął się ks. Jerzy Sachs ze Szczytna, który objął administrację nad miejscową parafią. Po jego wyjeździe w 1951 przeszła ona na rzecz ks. Alfreda Jaguckiego z Sorkwit. Do parafii w Targowie należało wówczas 370 wiernych i z jej przedwojennego majątku zachowany został kościół będący zniszczony w 40%, plebania, dwa budynki gospodarcze oraz 59 ha ziemi, jednakże pozostawała ona wtedy użytkownikiem jedynie kościoła oraz cmentarzy, ponieważ plebania i obiekty gospodarcze były zajęte przez Gminną Spółdzielnię, natomiast posiadana przez nią wcześniej ziemia uprawna została objęta przez Skarb Państwa.
W listopadzie 1952 opiekę duszpasterską nad wiernymi w Targowie zaczął pełnić ks. Emil Jeske z parafii w Rybnie. Według stanu w roku 1958 kościół należący do parafii w Targowie przedstawiał średni stan techniczny, a jego dach wymagał natychmiastowego remontu. Z powodu uszkodzenia instalacji elektrycznej nie działało w nim oświetlenie. Plebania została pozbawiona rynien oraz części okien w wyniku szabru, natomiast jej dach był w stanie dobrym, zachowane zostały również prowadzące do niej drzwi. Stanowiła ona piętrowy budynek, na którego parterze znajdowało się 6 pokoi, a dwa kolejne umiejscowione zostały na piętrze. Pozostawała niezamieszkana, w związku z czym nastąpiła grabież znajdujących się w niej pieców, wyrwana została również cała instalacja elektryczna obiektu. Sygnalizowane było zainteresowanie przejęciem budynku plebanii przez władze państwowe na przedszkole. Zabudowania gospodarcze stanowiła drewniana, niewielka stodółka oraz murowana obórka. Obiekty te były pokryte dachówką, zachowaną w dobrym stanie. W użytkowaniu członków zboru pozostawało 7 ha ziemi parafialnej, jak również ogrodzony siatką ogródek warzywny o powierzchni 0,5 ha.
Ksiądz Emil Jeske pełnił administrację nad parafią w Targowie do 10 czerwca 1958. Przekazał on nowemu administratorowi budynek kościoła wraz z plebanią oraz budynkami gospodarczymi i ziemią uprawną. Jednak według stanu na 1960 parafia nie dysponowała już żadnymi innymi budynkami poza kościołem i kaplicą znajdującą się w budynku plebanii. Pozostała część plebanii była już wówczas zasiedlona przez lokatorów. Miejscowa wspólnota ewangelicka pozostawała obsługiwana przez wikariuszy senioralnych – ks. Tomasza Bruella, ks. Andrzeja Czyża oraz w okresie od października 1960 do sierpnia 1964 przez zamieszkałego w Rańsku ks. Ottona Jaworskiego. Początkiem lat 60. XX wieku do parafii w Targowie należało 138 wiernych.
W 1961 dotychczasowa parafia w Targowie została przekształcona w stację kaznodziejską podlegającą parafii w Rańsku. W 1969 administrację nad tą placówką przejęła parafia w Szczytnie z ks. Henrykiem Ćmokiem, a po nim objął on pełniący stanowisko kolejnego szczycieńskiego proboszcza senior diecezji mazurskiej ks. Paweł Kubiczek. W momencie tym stacja kaznodziejska w Targowie skupiała 70 wiernych. Następnie na mocy uchwały Konsystorza podjętej w grudniu 1971 stacja kaznodziejska w Targowie stała się częścią parafii w Pasymiu.
W 1973 rzymskokatolicka Kuria Biskupia wystosowała do parafii ewangelickiej propozycję odsprzedaży kościoła ewangelickiego w Targowie na rzecz katolickiej parafii w Dźwierzutach. Jednocześnie kościół ten pragnęła przejąć Gminna Spółdzielnia „Samopomoc Chłopska”, chcąca urządzić w nim magazyn nawozów sztucznych.
Według statystyki na 31 grudnia 1975 do stacji kaznodziejskiej w Targowie należało 35 wiernych. W lutym 1975 ks. senior Paweł Kubiczek skierował w imieniu rady diecezjalnej wniosek do Konsystorza Kościoła Ewangelicko-Augsburskiego w PRL w celu oficjalnej likwidacji stacji kaznodziejskiej w Targowie, co nastąpiło w marcu 1975 dzięki zatwierdzeniu tej decyzji przez Wydział do Spraw Wyznań w Olsztynie.
W 1976 członkowie kościoła rzymskokatolickiego wystosowali pismo do Urzędu do Spraw Wyznań stwierdzające chęć pozyskania kościoła ewangelickiego w Targowie dla katolików.
Końcem kwietnia 1977 doszło do włamania do nieużywanego już wówczas kościoła ewangelickiego w Targowie, podczas którego skradziona została znajdująca się tam ambona oraz połamano drewniane elementy wyposażenia obiektu.
W czerwcu 1979 Konsystorz wydał zgodę na sprzedaż budynku kościoła w Targowie oraz znajdującej się przy nim dzwonnicy na rzecz kościoła rzymskokatolickiego. Przed dokonaniem transakcji w styczniu 1981 Konsystorz otrzymał pismo od katolickich mieszkańców Targowa, w którym informowali oni o zajęciu przez nich stanowiącego wówczas nadal mienie ewangelickie kościoła w Targowie „w imię dobra wspólnego i ochrony sakralnych zabytków narodowych”. Informowali oni, że w obiekcie nie są prowadzone nabożeństwa katolickie i oczekują na oficjalne nabycie budynku przez olsztyńską kurię. Kościół został sprzedany katolikom 30 grudnia 1981.

#### Trelkowo

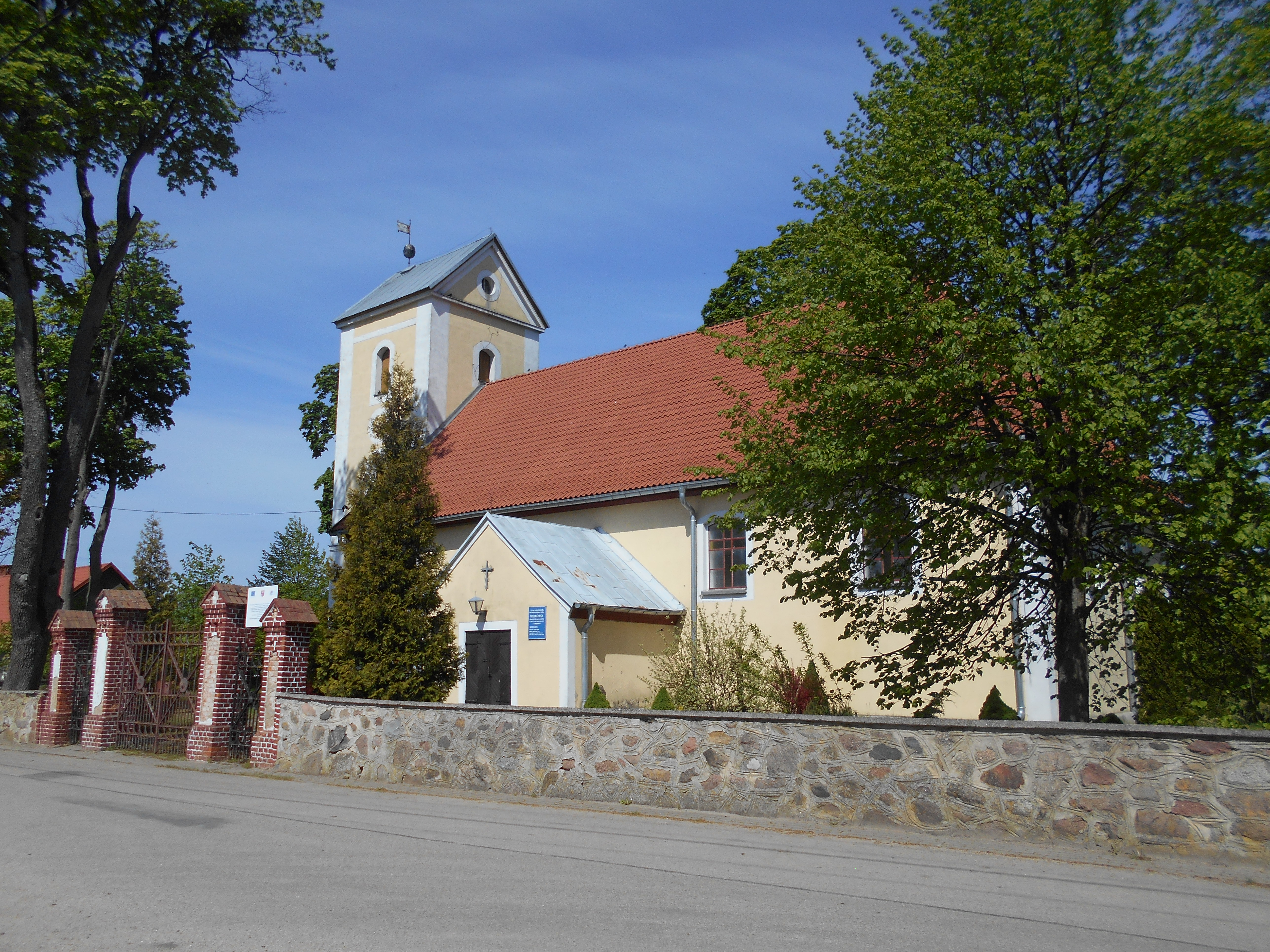
Dawny kościół ewangelicki w Trelkowie

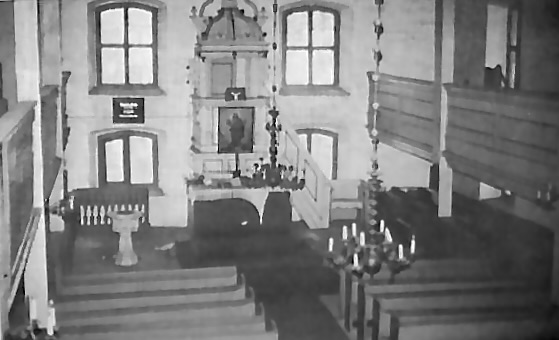
Wnętrze kościoła ewangelickiego w Trelkowie w 1975

Parafia ewangelicka w Trelkowie użytkowała początkowo znajdujący się we wsi kościół z XIV wieku. Pierwszym luterańskim duchownym był tu ks. Stephan, prowadzący również nabożeństwa w Szczytnie. W 1538 został on odwołany z pełnionej funkcji z uwagi na głoszenie przez niego nauk niezgodnych z teologią ewangelicką i zastąpiony przez ks. Stanislausa.
Dotychczas użytkowany przez parafię kościół uległ zniszczeniu w wyniku pożaru w połowie XVIII wieku, w związku z czym w 1757 na jego miejscu powstał nowy, murowany, który został wzniesiony w stylu barokowym z kamienia i cegły. Stanowi on otynkowany budynek wyposażony w masywną, dwukondygnacyjną wieżę, nakrytą dachem namiotowym, w którego szczycie zamontowana została chorągiewka. Po bokach korpusu wzniesiono dwa kwadratowe aneksy, a ogrodzenie obiektu stanowi kamienny mur. Wewnątrz umieszczony był ołtarz ambonowy. Znajdowała się tu również neogotycka chrzcielnica. W 1866 zbudowane zostały organy, wykonane przez zakład Wilhelma Sauera z Frankfurtu nad Menem. Gotyckie rzeźby z XV wieku stanowiące wyposażenie pierwotnego kościoła zostały współcześnie przeniesione do Muzeum Mazurskiego w Szczytnie. W późniejszym okresie w kościele umieszczono tablice z nazwiskami żołnierzy zmarłych podczas walk w wojnach napoleońskich oraz w trakcie I wojny światowej. Ponadto na zewnątrz wzniesiony został pomnik posiadający formę otwartej księgi, powstały ku pamięci mieszkańców miejscowości poległych podczas I wojny światowej. Przy kruchcie kościoła znajduje się grób proboszcza ks. Specowiusa wyposażony w żeliwny krzyż.
W latach 20. XX wieku parafia ewangelicka w Trelkowie skupiała około 2000 wiernych. Należały do niej miejscowości Dąbrowy, Fręcki, Kobyłocha, Linowo, Nowe Kiejkuty, Stare Kiejkuty, Trelkowo, Trelkówko, Wólka Dąbrowska oraz leśnictwo Ułańsk.
Po zakończeniu II wojny światowej zbór w Trelkowie zaczął być obsługiwany przez ks. Jerzego Sachsa z parafii w Szczytnie. W okresie tym do parafii trelkowskiej należało około 400 członków. Po nim administrację nad wspólnota objął ks. Alfred Jagucki. Na koniec 1951 do mienia parafii należał kościół, plebania, trzy budynki gospodarcze i 78,77 ha ziemi. Dysponowała ona 4 cmentarzami. Jednakże plebania oraz zabudowania gospodarcze pozostawały wówczas zajęte przez jednego z osadników, natomiast należąca do parafii ziemia została włączona do zapasu gruntów Skarbu Państwa. Podczas lata 1952 w Trelkowie z okazji zakończenia remontu kościoła zorganizowane zostało święto misyjne, które zgromadziło licznych uczestników. Nabożeństwa niedzielne prowadzone były tu co dwa tygodnie. 12 lipca 1953 mała miejsce pierwsza powojenna konfirmacja, do której przystąpiło 6 dziewcząt i 5 chłopców. Następcą ks. Jaguckiego na stanowisku administratora parafii w Trelkowie został ks. Henryk Ćmok.
W 1967 Trelkowo zostało przekształcone w stację kaznodziejską podlegająca parafii w Szczytnie. Od 1970 opiekę nad tutejszymi ewangelikami objął senior diecezji mazurskiej ks. Paweł Kubiczek.
W 1972 rzymskokatolicka diecezja warmińska wyraziła zainteresowanie objęciem kościoła ewangelickiego w Trelkowie. W momencie tym do miejscowej stacji kaznodziejskiej Parafii Ewangelicko-Augsburskiej w Szczytnie należało 40 wiernych.
Według informacji przesłanej przez ks. sen. Pawła Kubiczka do Konsystorza Kościoła Ewangelicko-Augsburskiego w PRL w grudniu 1975 kościół ewangelicki w Trelkowie pozostawał w złym stanie technicznym i używany był sporadycznie. Do miejscowej stacji kaznodziejskiej należało wtedy 30 osób, które nie miały możliwości przeprowadzenia remontu obiektu oraz jego utrzymania. Wskazywał, że pozyskaniem budynku zainteresowana jest Spółdzielnia Kółek Rolniczych. W 1976 spółdzielnia wyraziła chęć przekształcenia kościoła na magazyn pasz. Prowadzenia regularnych nabożeństw ewangelickich w kościele zaprzestano jeszcze w latach 70. XX wieku
8 marca 1981 w kościele ewangelickim w Trelkowie mszę poprowadzili członkowie kościoła rzymskokatolickiego. Kościół został sprzedany przez parafię ewangelicką na rzecz tego związku wyznaniowego 23 grudnia 1981.

#### Wielbark

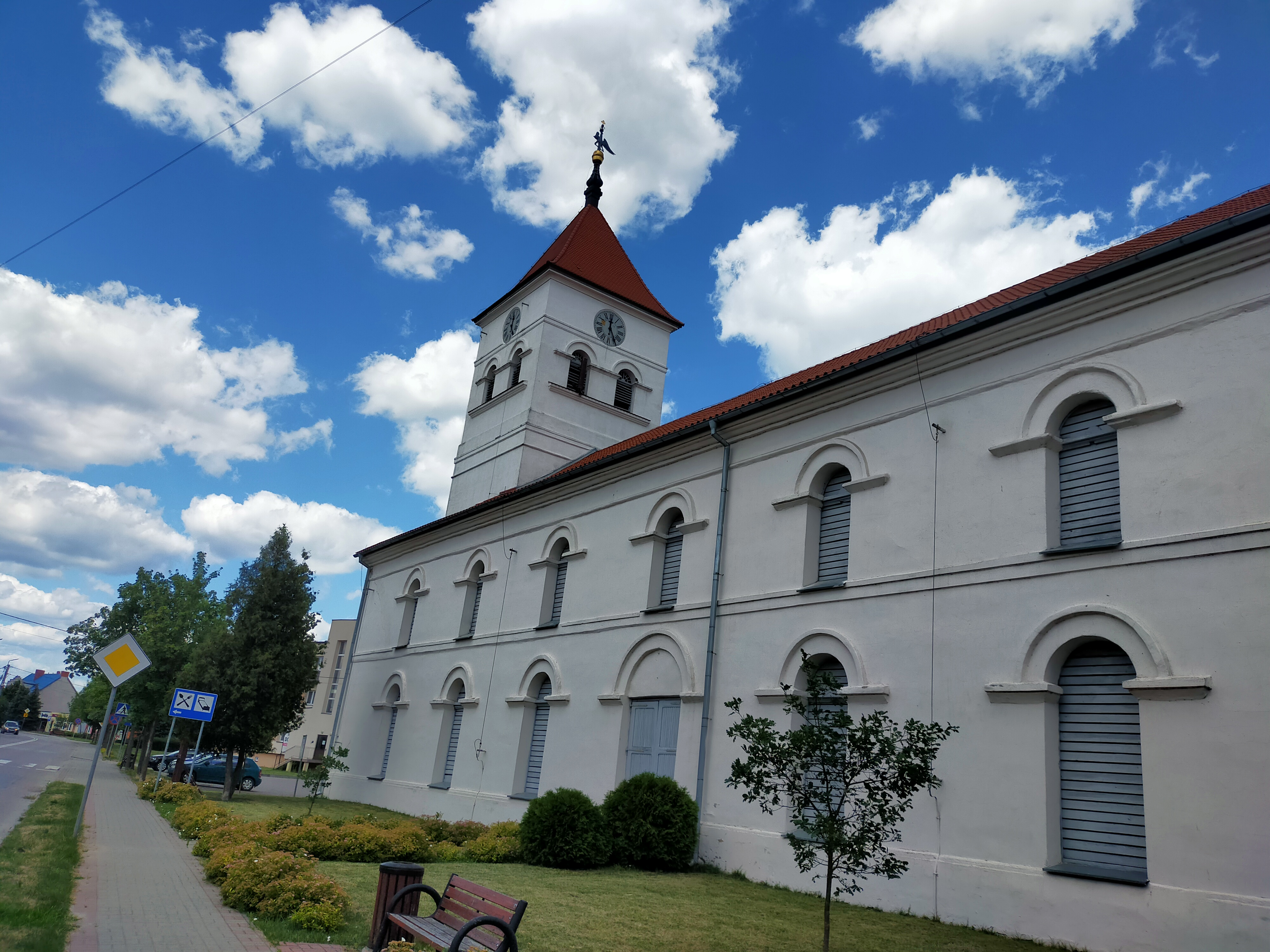
Dawny kościół ewangelicki w Wielbarku

Pierwszy kościół w Wielbarku został wzniesiony z drewna niedługo po lokacji ówczesnej osady. Został on zniszczony w trakcie pożaru miejscowości w 1656, a po odbudowie uległ kolejnemu spaleniu w 1720. Następny kościół zbudowany został w 1721, jednak po raz kolejny uległ zniszczeniu w wyniku pożaru, po czym rozebrano go w 1819 i zastąpiono nowym obiektem. Miejscowa parafia ewangelicka w początku XIX wieku stanowiła jedną z największych tego typu jednostek na terenie Mazur, skupiając ponad 7000 wiernych, w związku z czym istniała potrzeba powiększenia wykorzystywanego przez nią kościoła. Zdecydowano o budowie nowego obiektu na 1500 miejsc, co nastąpiło w latach 1823–1827. W jego konstrukcji zastosowano elementy pochodzące z poprzedniego budynku. Nowy kościół ewangelicko-augsburski w Wielbarku został poświęcony 27 września 1827.
W latach 20. XX wieku parafia w Wielbarku liczyła 7050 członków. Prowadziła stację diakonijną, a na obszarze przez nią administrowanym funkcjonowało wówczas 17 szkół.
W latach 1945–1951 stanowisko administratora parafii pełnił ks. Jerzy Sachs ze Szczytna. Według stanu na 1948 kościół w Wielbarku nie był użytkowany na cele religijne, ponieważ działał w nim magazyn zboża i pozostawał pozbawiony jakiegokolwiek wyposażenia, łącznie z ramami okiennymi. Nabożeństwa ewangelickie prowadzone były w należących do parafii wioskach.
W 1951 do parafii w Wielbarku przynależało 578 zarejestrowanych wiernych oraz 70 niezarejestrowanych. Dysponowała ona wówczas kościołem zniszczonym w 20% oraz plebanią zniszczoną w 15%. Należący do niej budynek mieszkalny wraz z dwoma obiektami gospodarczymi pozostawały użytkowane przez księdza rzymskokatolickiego, natomiast będąca częścią jej wcześniejszego majątku ziemia została zajęta przez Skarb Państwa. W ciągu roku 1951 miały miejsce 4 chrzty, a 56 osób zostało konfirmowanych. Po wyjeździe ks. Jerzego Sachsa administrację nad parafią w Wielbarku do końca września 1954 sprawował ks. Alfred Jagucki, a następnie przejął ją ks. Jerzy Otello z parafii w Nidzicy.
Parafia w Wielbarku czyniła starania o pozyskanie dla siebie stałego duchownego zamieszkałego na miejscu. Na przełomie lat 1953–1954 kierowani tu byli kolejno czterej diakoni, jednak okres ich przebywania w mieście w każdym przypadku wyniósł poniżej jednego miesiąca. W okresie 1954–1956 na prośbę ks. Alfreda Jaguckiego z parafii w Szczytnie oraz ks. Jerzego Otello z Nidzicy za zgodą Biskupa Kościoła Ewangelicko-Augsburskiego ks. Karola Kotuli pracował tu student teologii Henryk Ćmok. Parafia planowała zatrzymanie go w Wielbarku po zakończeniu przez niego studiów, jednak został on następnie powołany na stanowisko wikariusza parafii w Kaliszu, a Prezydium Naczelnej Rady Kościoła Ewangelicko-Augsburskiego po jego odejściu do Kalisza nie przewidywało skierowania żadnego duchownego na jego zastępstwo w Wielbarku, w związku z czym parafia ta miała pozostać ponownie bez własnej obsługi duszpasterskiej. W celu zapobiegnięcia takiej sytuacji we wrześniu 1956 przez parafię w Wielbarku zostało skierowane podanie do Prezydium Naczelnej Rady Kościoła Ewangelicko-Augsburskiego o pozostawieniu tu magistra teologii Henryka Ćmoka. Zgodę uzyskano, w związku z czym Henryk Ćmok kontynuował pracę w dotychczasowym miejscu. Po swojej ordynacji na duchownego objął stanowisko wikariusza.
Według stanu na 15 października 1958 parafia w Wielbarku liczyła 268 wiernych. W 1960 należała do niej plebania oraz dom parafialny, który w dalszym ciągu był częściowo zajmowany przez katolickiego proboszcza. W domu parafialnym zlokalizowana była obszerna sala, wykorzystywana przez wojną jako kaplica, jednak pozostawała ona wówczas zajęta na wiejską salę kinową. Ksiądz Ćmok zwracał uwagę, że sala domu parafialnego powinna być przeznaczona na cele parafii z uwagi na zły stan techniczny kościoła i niemożność wyremontowania go przez znacznie uszczuplony liczebnie zbór, co miało po czasie doprowadzić do braku możliwości jego wykorzystywania w celu prowadzenia nabożeństw. Druga kaplica położona w budynku plebanii nie była brana pod uwagę do zastąpienia kościoła ze względu na jej zbyt małą powierzchnię w stosunku do liczby osób uczęszczających na nabożeństwa.
W 1959 dom parafialny oraz plebania zostały przejęte przez Gromadzką Radę Narodową w Wielbarku w wyniku uznania nieruchomości za „mienie poniemieckie”. W związku z tą sytuacją parafia chcąc dalej użytkować plebanię została zmuszona do zawarcia umowy na jej wynajęcie i ponoszenie opłat czynszowych na rzecz Rady. Dwudziestoletnia umowa dzierżawy plebanii oraz parafialnego ogrodu została zawarta 14 września 1960.
W 1961 parafia w Opaleńcu, administrowana przez duchownego parafii w Wielbarku została włączona w struktury parafii w Wielbarku jako jej stacja kaznodziejska.
W lutym 1963 do parafii w Wielbarku należało 326 członków, a w jej stacji kaznodziejskiej w Opaleńcu było kolejnych 116 wiernych. Ksiądz Ćmok administrował również wówczas także parafiami w Księżym Lasku (164 wiernych) oraz Szymanach (90 wiernych). 10 października 1965 opieka duszpasterska nad parafią w Wielbarku została przekazana ks. Edmundowi Schmidtowi.
W sierpniu 1966 pełniący już wówczas stanowisko konseniora diecezji mazurskiej ks. Henryk Ćmok wraz z ks. Henrykiem Szrederem spotkał się w Olsztynie z przedstawicielem Wydziału do Spraw Wyznań, który w imieniu władz państwowych przedstawił im propozycję desakralizacji kościoła w Wielbarku, a następnie przeznaczenia go na cele pozareligijne. We wrześniu 1966 konsenior Ćmok wyraził zgodę na przekazanie kościoła władzom państwowym, co miało nastąpić pod warunkiem otrzymania państwowej dotacji potrzebnej na remont otrzymanego do użytkowania w zamian pomieszczenia zastępczego do prowadzenia nabożeństw. Przekazanie kościoła zostało zatwierdzone poprzez stosowną uchwałę Konsystorza jeszcze w 1966.
1 stycznia 1970 parafia w Wielbarku uległa przekształceniu w stację kaznodziejską parafii w Szczytnie, której proboszczem był wówczas ks. senior Paweł Kubiczek. 31 marca 1971 Rada Diecezji Mazurskiej przyjęła uchwałę w sprawie przekazania kościoła ewangelickiego w Wielbarku na rzecz Skarbu Państwa.
Uchwałą Konsystorza z 11 września 1990 stacja kaznodziejska w Wielbarku została zamknięta.

## Działalność
Nabożeństwa w kościele ewangelickim w Szczytnie prowadzone są w każdą niedzielę i święta. Podczas nabożeństw niedzielnych odbywają się zajęcia szkółki niedzielnej dla dzieci. Parafia organizuje również cotygodniowe godziny biblijne oraz spotkania młodzieżowe.
Do parafii w Szczytnie należy ponadto kościół filialny w Rańsku, gdzie nabożeństwa prowadzone są w każdą pierwszą i trzecią niedzielę miesiąca oraz w święta. Podczas ich trwania w Rańsku mają miejsce również szkółki niedzielne.
Parafia w Szczytnie utrzymuje partnerskie kontakty z Parafią Ewangelicką Düsseldorf-Południe („Evangelische Kirchengemeinde Düsseldorf-Süd”).